# Questione meridionale
(Giustino Fortunato )
La locuzione questione meridionale indica, nella storiografia italiana, la percezione, maturata nel contesto postunitario, della situazione di persistente arretratezza nello sviluppo socioeconomico delle regioni dell'Italia meridionale rispetto alle altre regioni del Paese, soprattutto quelle settentrionali. Utilizzata per la prima volta nel 1873 dal deputato radicale lombardo Antonio Billia, intendendo la disastrosa situazione economica del Mezzogiorno in confronto alle altre regioni dell'Italia unita, viene adoperata nel linguaggio comune ancora oggi.
La questione meridionale resta aperta, per una serie di motivazioni di carattere economico. Infatti, il ritardo nello sviluppo rispetto al Centro-Nord, anche successivamente alla Seconda guerra mondiale, non si sarebbe mai potuto annullare del tutto, dal momento che, nel periodo che va dal 1971 (primo anno in cui i dati sono disponibili) al 2017 (ultimo anno preso in considerazione dallo studio e dall'articolo Treccani), lo stato italiano ha investito in media per abitante, molto più al centro-nord che al sud, rendendo non solo incolmabile il divario, ma anzi, accentuandolo. Secondo il rapporto Eurispes: Risultati del Rapporto Italia 2020, se della spesa pubblica totale, si considerasse la fetta che ogni anno il Sud avrebbe dovuto ricevere in percentuale alla sua popolazione, emerge che, complessivamente, solo dal 2000 al 2017, la somma corrispondente sottrattagli ammonta a circa 840 miliardi di euro netti (in media, circa 46 miliardi di euro l’anno).

## La situazione prima dell'Unità d'Italia

### Situazione politica e inquadramento

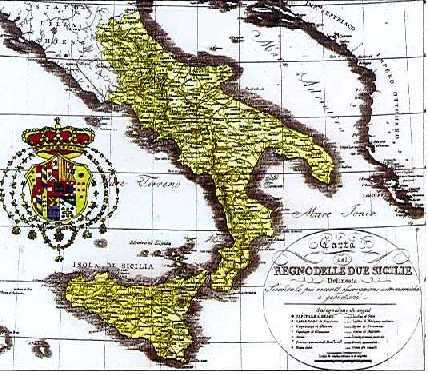
Mappa del XIX secolo del Regno delle Due Sicilie

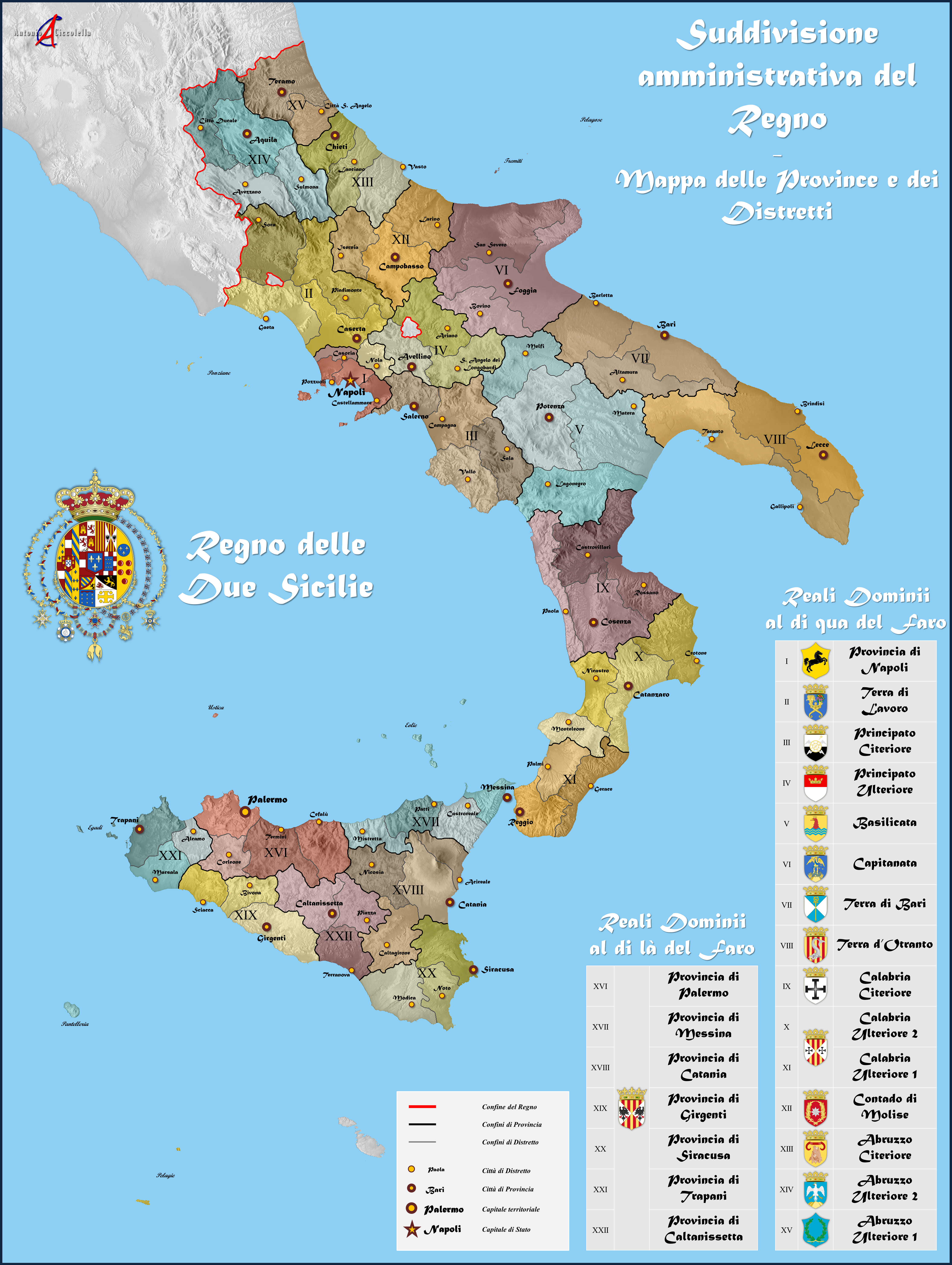
Suddivisione amministrativa del regno borbonico.

L'origine delle differenze economiche e sociali tra le regioni italiane è da tempo controversa, anche a causa delle relative implicazioni ideologiche e politiche. La corrente storiografica maggioritaria sostiene che le differenze tra le diverse aree della penisola fossero già molto marcate al momento dell'unità: l'agricoltura intensiva della pianura Padana, l'impulso alla costruzione di strade e ferrovie del Piemonte, e il ruolo del commercio e della finanza vengono contrapposti all'impostazione che caratterizzava il Regno delle Due Sicilie.
Secondo Carlo Cottarelli, economista, editorialista, politico, ex direttore del dipartimento Affari monetari del Fondo Monetario Internazionale, il rapporto tra il PIL pro-capite del Sud e quello del Centro-Nord era pari ad 1, al momento dell'Unità d'Italia (1861). In questo studio, Cottarelli contesta ciò che si afferma nella corrente storiografica maggioritaria (di cui sopra), ovvero che la Penisola Italiana fosse già divisa in due tronconi dal punto di vista economico, al momento dell'Unità d'Italia. Il rapporto tra PIL pro-capite del Sud e Centro-Nord rimase prossimo ad 1, anche nei successivi vent'anni all'unità nazionale. A partire dal 1881, iniziò una drastica decrescita del rapporto, che raggiunse il minimo assoluto (di poco inferiore allo 0,5) negli anni immediatamente successivi al Secondo Conflitto Mondiale. A partire da quegli anni, iniziò una fase di crescita (Boom economico) che si concluse verso la fine degli anni '60, quando il rapporto giunse ad essere di poco inferiore allo 0,7 (accentuato secondo Cottarelli, dalla massiccia migrazione dal Sud Italia verso il Nord e l'estero). Da quel momento in poi, iniziò una nuova fase di decrescita, sino a raggiungere al 2013 il valore di 0,58 (ultimo anno disponibile nello studio di Cottarelli).
Secondo il giornalista e saggista Paolo Mieli, basandosi sull'opera di Vittorio Daniele e Paolo Malanima, Il divario Nord-Sud in Italia 1861-2011 (Rubbettino), i territori borbonici presentavano negli anni dell'unificazione nazionale, condizioni economiche del tutto simili a quelle delle aree settentrionali (conferma dello studio di Cottarelli) e che anzi il Pil pro capite del Mezzogiorno era superiore, benché di poco, a quello del Nord. Anche se, nel libro citato dal giornalista, i due economisti dimostrano il contrario, dove si nota che il Pil procapite del nord era superiore di due punti rispetto al sud nel 1861.
Al contrario l'economista statunitense Richard S. Eckaus sosteneva vi fosse una depressione economica nel mezzogiorno precedente l'unificazione.
Secondo Francesco Saverio Nitti, tra il 1810 e il 1860, mentre stati come Gran Bretagna, Stati Uniti, Francia, Germania, Belgio conobbero il progresso, l'Italia preunitaria ebbe grandi difficoltà di crescita, dovute in gran parte a diverse problematiche come le ribellioni intestine e le guerre d'indipendenza. La situazione era anche aggravata dalla malaria, che affliggeva soprattutto il Mezzogiorno. Nitti riteneva che, prima dell'Unità, non vi fossero marcate differenze economiche a livello territoriale e in ogni zona dell'Italia preunitaria si sentiva la scarsità di grandi industrie:
(Francesco Saverio Nitti)

Circa le condizioni di sviluppo economico e produttivo dell'Italia preunitaria Antonio Gramsci era di diverso avviso rispetto al Nitti, infatti secondo il politico e storico marxista alla data dell'unità italiana esistevano invece profonde differenze di organizzazione economica e di infrastrutture tra la parte settentrionale e quella meridionale della penisola italiana. 
(Antonio Gramsci, La Questione Meridionale, p. 5)
Secondo quanto esposto da Denis Mack Smith nella sua opera Storia d'Italia dal 1861 al 1998, a partire dal 1850, il Piemonte di Cavour era guidato da un'élite liberale che impresse una radicale accelerazione, con lo scopo dichiarato di confrontarsi con le maggiori potenze europee. Il codice civile venne riformato sul modello di quello francese, più avanzato ma decisamente centralista. Venne fondata una nuova banca per fornire credito alle imprese industriali e vennero ridotti significativamente i dazi, in media del 10%, da confrontare con anche il 100% presente nel Sud. Vennero inviati tecnici in Inghilterra per studiare l'industria bellica, e venne dato un forte sviluppo alle infrastrutture: il canale Cavour, incominciato nel 1857, rese fertilissima la regione di Vercelli e Novara, le ferrovie vennero ampliate tanto che nel 1859 il Piemonte possedeva metà del chilometraggio dell'intera penisola, e dal 1868, la ferrovia del Moncenisio (dal 1871 rimpiazzato dalla galleria del Fréjus) permise presto di raggiungere Parigi in un solo giorno di viaggio. Nitti sostenne che tale trasformazione comportò ingenti spese pubbliche che condussero il regno sardo verso una profonda depressione finanziaria, poiché molti lavori pubblici si rivelarono improduttivi. Secondo Nitti, senza togliere nessuno dei grandi meriti che il Piemonte ebbe di fronte all'unità italiana, la situazione del Regno di Sardegna, per scongiurare il fallimento, poteva essere risolta solo «confondendo le finanze piemontesi a quelle di altro stato più grande».
Nel clima di restaurazione successivo ai moti siciliani del 1848, il Regno delle Due Sicilie aveva perseguito una politica conservatrice. Il governo borbonico, secondo Mack Smith, ricalcava un modello aristocratico, basato su livelli inferiori di tasse e basse spese per le infrastrutture. La politica economica era paternalista: la produzione interna era protetta da alti dazi per l'importazione delle merci e il prezzo degli alimenti era tenuto basso dalla proibizione di esportare il grano, mentre la proprietà della terra era concentrata tra pochi possidenti che la tenevano a latifondo, o tenuta a Manomorta dalla Chiesa, mentre valevano ancora diritti feudali di decima e di fruizione pubblica di terreni comunali. Nitti valutò che il sistema adottato dai Borbone fosse dovuto a una mancanza di vedute, a un rifiuto di guardare al futuro, un principio da lui giudicato gretto e quasi patriarcale, ma che, allo stesso tempo, garantiva una «grossolana prosperità, che rendeva la vita del popolo meno tormentosa di ora».
Le cause del problema meridionale vanno comunque ricercate nelle numerose vicende politiche e socioeconomiche attraverso le quali il Mezzogiorno è passato nei secoli: nella mancanza di un periodo comunale, suscitatore di energie spirituali e produttive; nella persistenza di monarchie straniere incapaci di creare uno stato moderno; nel dominio plurisecolare di un baronaggio, geloso detentore di tutti i privilegi; nella persistenza del latifondo; nella mancanza di una classe borghese, creatrice di ricchezza e animatrice di nuove forme di vita politica; nella dominazione spagnola, nefasta e corruttrice. Particolare importanza ebbe la quasi sistematica alleanza tra monarchie straniere e nobiltà sulla base del mantenimento del regime feudale. Tale alleanza impedì la formazione di una borghesia attiva, intraprendente.
I problemi di integrazione del Meridione nel nuovo stato nazionale unitario erano generati anche a causa delle profonde differenze socio-culturali esistenti tra il Regno delle Due Sicilie e gli altri stati pre-unitari:
(Denis Mack Smith, Il Risorgimento italiano, p. 525)
A complicare la situazione c'era anche una grande e diffusa corruzione nell'amministrazione . Negli anni successivi l'unificazione nazionale, la durata di vita media era di diversi anni inferiore al sud rispetto al nord ed esisteva un'incidenza maggiore di malnutrizione e sottoalimentazione. 
La situazione socioeconomica del Regno delle Due Sicilie era così sinteticamente descritta dallo storico britannico Denis Mack Smith:
(Denis Mack Smith, Storia d’Italia dal 1861 al 1997, p. 3 edizione inglese)

### Situazione economica
(Giustino Fortunato, Il Mezzogiorno e lo Stato Italiano, vol. II, p. 340)
Per interpretare correttamente la situazione economica e sociale, bisogna considerare che il Regno non era una realtà uniforme al proprio interno, e che anzi le differenze regionali erano più marcate di quelle dell'Italia moderna.
In generale, la ricchezza aumentava dall'entroterra alle coste, e dalle campagne alla città. Napoli, con ben 450 000 abitanti, era in assoluto tra le prime città d'Europa per popolazione. La sua provincia (forte anche delle rendite del governo e della corte) poteva competere con le province più sviluppate del nordovest mentre esistevano aree estremamente povere, come l'entroterra calabrese, siciliano e lucano. Secondo Giustino Fortunato tale stato di profonda differenza tra la città di Napoli e le province povere del regno avrebbe influito sulle vicende risorgimentali nel sud:«Se le province, e non la capitale, precedettero, ne’ pochi moti insurrezionali, lo sbarco di Garibaldi a Reggio di Calabria, forse non poco vi contribuì un ascoso senso di avversione contro l'eccessiva enorme preponderanza della città di Napoli, fatta troppo grande, se non ricca, a prezzo d'un piccolo e troppo misero oscuro Regno...»
     Oltre 1.4
     Da 1.1 a 1.4
     Da 0.9 a 1.1
     Fino a 0.9

Indice normalizzato di industrializzazione delle province italiane nel 1871 (la media nazionale è 1,0). Fonte: Banca d'Italia, elaborazione: Wikipedia
Oltre 1.4
Da 1.1 a 1.4
Da 0.9 a 1.1
Fino a 0.9

La Sicilia costituiva un caso a parte: la fine dei moti del '48 ne aveva ristabilito la riunificazione con il resto della penisola, tuttavia l'indipendentismo continuava a essere forte e sarebbe stato determinante nel sostegno allo sbarco garibaldino.
La situazione dell'Italia preunitaria era, in genere, svantaggiata rispetto a quella degli altri Stati dell'Europa occidentale e decisamente povera rispetto agli standard attuali. In un paese relativamente sovrappopolato e povero di materie prime, l'economia era profondamente basata sull'agricoltura.
Dei 22 milioni di abitanti registrati dal censimento del 1861, 8 erano occupati nell'agricoltura, contro i 3 occupati nell'industria e nell'artigianato. Oltretutto, di questi l'80% circa erano donne occupate solo stagionalmente. Secondo la visione tradizionale, il livello di produttività delle differenti regioni era però radicalmente diverso, sia per cause naturali sia per le tecniche adottate.
La natura del territorio meridionale riduce la disponibilità e la regolarità delle acque riducendo le possibilità di coltivazione. Il secolare disboscamento e la mancanza di investimenti per la cura del territorio e la canalizzazione facilitavano l'erosione e il permanere di paludi anche molto estese, come quelle Pontine o del Fucino. In diverse zone le malattie infettive portate dalle zanzare anofele spingevano le popolazioni a ritirarsi sulle colline.
Mack Smith ritiene che nel Regno delle Due Sicilie il metodo di coltivazione era basato sul sistema feudale: latifondi coltivati da braccianti producevano grano per il solo autoconsumo. Gli aristocratici che li possedevano non vivevano nei loro possedimenti e trovavano disdicevole occuparsi della loro gestione. Di conseguenza non avevano interesse a investire nel migliorare le tecniche produttive o in colture più redditizie come l'ulivo o i frutteti, che potevano diventare produttivi anche dopo una decina di anni, preferendo la coltivazione annuale del grano, anche su terreni inadatti: nel 1851 Nassau Senior notava come in Sicilia la produzione per ettaro fosse invariata fin dai tempi di Cicerone. I prezzi risultanti erano alti, e assieme alle barriere doganali scoraggiavano il commercio.

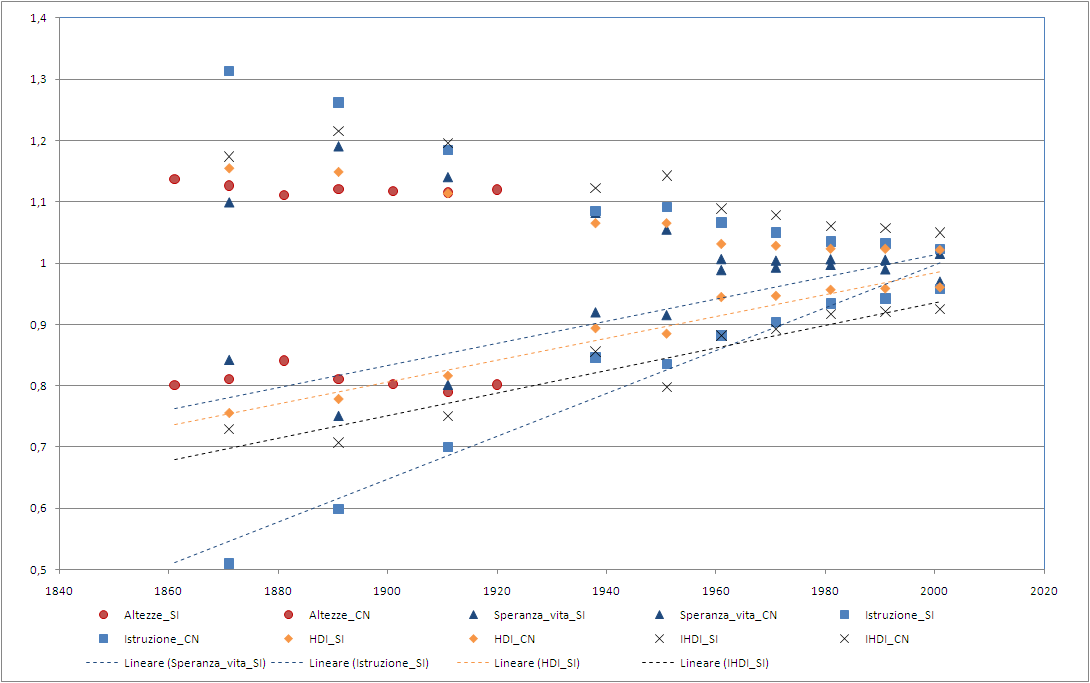
Convergenza degli indicatori di sviluppo sociale italiani: centro-nord (CN, in alto), sud e isole (SI, in basso).
Dati: E. Felice, 2007; elaborazione: Wikipedia

La vita dei braccianti, secondo Mack Smith, era ben misera: la malaria, i briganti e la mancanza d'acqua costringevano le popolazioni ad ammassarsi in villaggi che distavano anche una ventina di chilometri dalle zone in cui esse lavoravano. L'analfabetismo era pressoché completo, e ancora nel 1861 esistevano luoghi in cui l'affitto, le decime al parroco, la "protezione" dei campieri venivano pagati in natura. La disoccupazione era diffusa, tanto che osservatori dell'epoca riportarono come un contadino del Sud guadagnasse la metà di un suo equivalente del Nord nonostante i salari fossero paragonabili.
L'agricoltura era spesso insufficiente, lo stesso storico borbonico Giacinto de' Sivo cita espressamente che "Per iscarsi raccolti mancava il grano ..[ ].. però il governo si avvisò di comprar grani all'estero e venderlo con perdita e qui e in Sicilia."

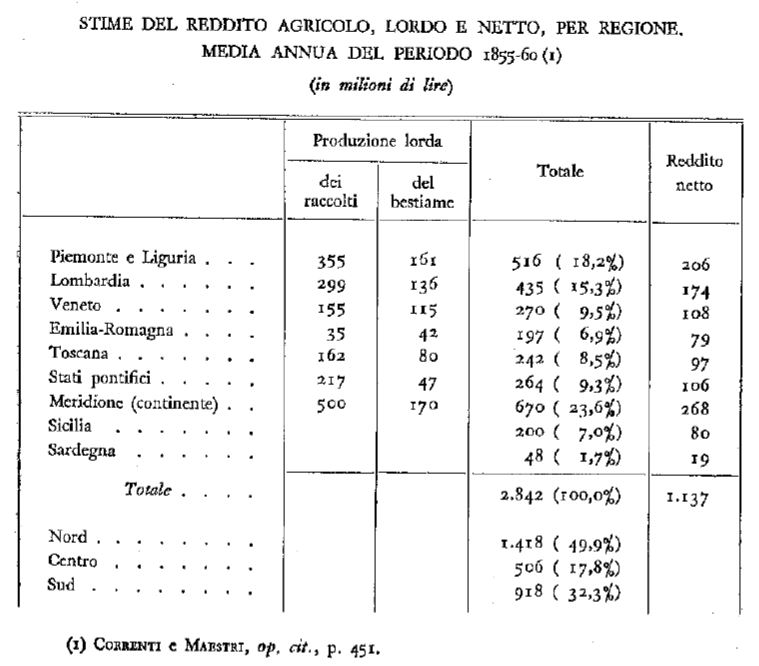
Reddito agricolo 1855-60

La insufficiente produzione agricola era causata anche dal regime doganale che vietava di esportare il grano prodotto nel regno, pertanto la produzione era per autoconsumo ed una maggiore produzione del 5% determinava una diminuzione del prezzo, mentre, al contrario una insufficiente produzione del 10-15% faceva lievitare i prezzi al notevole rialzo, che invano il calmiere tentava di evitare, provocando la carestia descritta in precedenza dal De Sivo, inoltre a tale situazione di scarsi raccolti contribuiva anche la manomorta ed altri vincoli alle coltivazioni. 

Inoltre nel 1861 con una popolazione pari al 38% del Regno d'Italia (inclusi Lazio, Veneto Friuli), l'ex Regno delle Due Sicilie aveva un reddito agricolo medio del 30,6% come da tabella a lato.
La situazione era aggravata dal fatto che il consumo pro-capite di prodotti cerealicoli era maggiore nel sud rispetto al nord ed al centro, fatto che indica la relativa depressione delle regioni meridionali, situazione persistente ancora nel 1960. 
Al contrario il nordest del paese avrebbe almeno in parte recepito le tecniche della rivoluzione agricola del nord Europa, introdotte nel corso delle campagne napoleoniche. L'agricoltura era praticata da fattori nel Nord e da mezzadri in Toscana, e alimentata dai capitali delle città, che agivano come centri finanziari. La legislazione delle acque era più avanzata e l'intensa canalizzazione permetteva la cultura intensiva del riso, che poteva essere esportato.

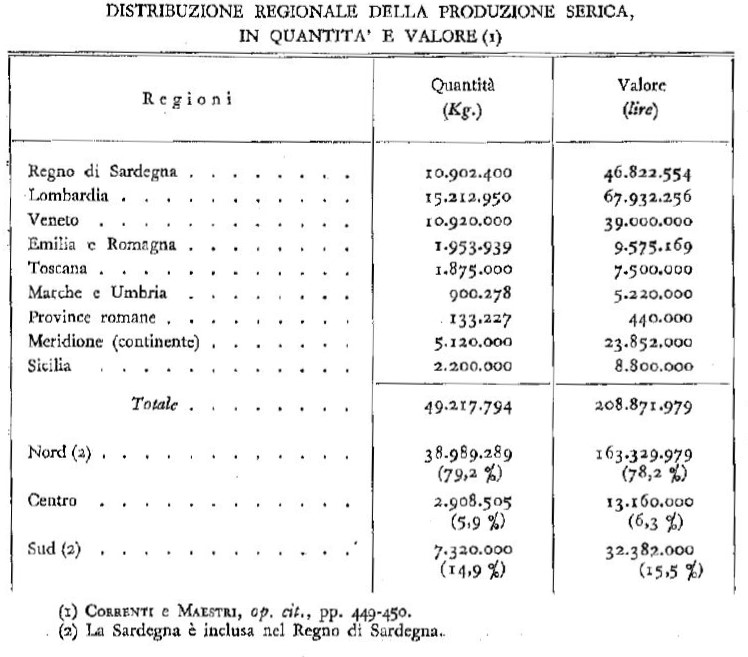
Produzione serica nel 1860

La produzione di seta era una delle principali fonti delle esportazioni e di introiti in valuta estera e vedeva la sua produzione focalizzata nettamente nelle regioni settentrionali.
Per quanto riguarda l'industria, al momento dell'Unità era costituita soprattutto una serie di attività artigianali al servizio delle élite. L'Italia, è infatti un paese di seconda industrializzazione, perché la mancanza di materie prime (ferro e carbone) ne hanno rallentato lo sviluppo industriale fino a circa il 1880. Parallelamente, il basso costo del lavoro, la difficoltà di accesso ai capitali e la mancanza di esperienza tecnica scoraggiavano l'acquisto di macchinari dall'estero per sostituire il lavoro manuale.
Faceva parziale eccezione la tessitura meccanizzata, diffusa dal 1816 soprattutto nel nordovest, più ricco di corsi d'acqua, e che con l'arrivo del telaio a vapore avrebbe costituito la base di un capitalismo industriale diffuso. I principali prodotti da esportazione erano la lana e la seta lombarde e piemontesi, seguiti dallo zolfo siciliano, utilizzato per la polvere da sparo. Tuttavia Mack Smith, nell'opera Il Risorgimento italiano, sostiene che «in molte industrie lombarde non veniva osservata la legge sull'istruzione obbligatoria e due quinti degli operai dell'industria cotoniera lombarda erano fanciulli sotto i dodici anni, per la maggior parte bambine, che lavoravano dodici e persino sedici ore al giorno». Il lavoro minorile era purtroppo diffuso in tutta la penisola e restò diffuso a lungo come nel caso dei "carusi", che in dialetto siciliano erano i bambini che lavoravano nelle miniere di zolfo.

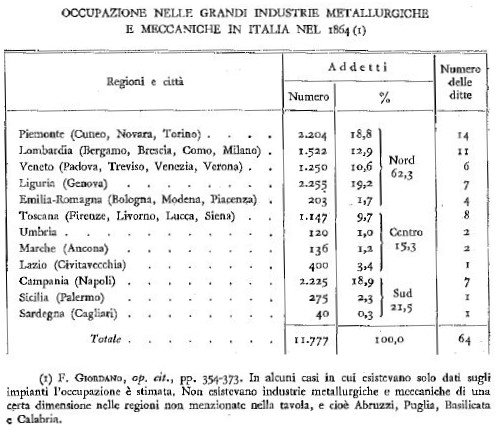
Addetti occupati nelle grandi industrie metallurgiche e meccaniche nel 1864

Nell'estrazione dello zolfo erano impegnati importanti capitali inglesi, e sarebbe rimasto rilevante per l'economia Siciliana fino all'affacciarsi della concorrenza degli Stati Uniti. Il Sud non era privo di industrie: vengono spesso citate a titolo di esempio le Officine di Pietrarsa, la ferriera di Mongiana e i cantieri navali di Castellamare di Stabia, fortemente volute dalla Corona in quanto strategiche per ridurre la dipendenza dalle importazioni inglesi. Il loro impatto sull'economia globale del Regno dev'essere però considerato limitato. 

L’occupazione nelle grandi industrie meccaniche e metallurgiche in Italia, considerando industrie di una certa dimensione nel 1864, contava 64 stabilimenti per un totale di 11.777 addetti, di cui al nord 46 stabilimenti con 7.434 addetti, al centro 13 stabilimenti con 1.803 addetti ed al sud 9 stabilimenti con 2.540 addetti, di cui 7 stabilimenti in Campania con 2.225 addetti, 1 stabilimento in Sicilia con 275 addetti ed 1 stabilimento in Sardegna con 40 addetti. In tutte le regioni esistevano industrie di una certa dimensione, tranne Abruzzi, Basilicata, Puglia e Calabria.,
Lo scarso sviluppo dell'industria nel sud preunitario è testimoniato dall'assenza del Regno delle Due Sicilie alla Grande Esposizione dell'Industria di Londra nel 1851 ed al Salone dell'Industria dell'Esposizione Universale di Parigi del 1855, alle quali erano invece presenti il Regno di Sardegna, il Granducato di Toscana e lo Stato pontificio.,
Il meridionalista e senatore lucano Giustino Fortunato esprimeva il seguente giudizio sulle problematiche relative all'economia del meridione preunitario: 
(Giustino Fortunato, Il Mezzogiorno e lo Stato Italiano, vol. II, pp. 339-340)
Nel campo dei trasporti vennero conseguiti alcuni primati sorprendenti, come la prima nave a vapore in Italia e il primo ponte di ferro. Ma all'investimento in strade e ferrovie, reso difficile dall'entroterra collinoso, venne soprattutto preferito il trasporto marittimo, facilitato dalla significativa estensione delle coste tanto che la flotta mercantile borbonica divenne la terza in Europa per numero di navi e per tonnellaggio complessivo, anche se la marina mercantile degli altri stati pre-unitari del nord aveva un tonnellaggio superiore. Resta il fatto che il trasporto marittimo si limitava alle coste meridionali e non poteva portare le merci nelle località dell'interno, dove ci si doveva affidare al trasporto mediante carri a trazione animale o al trasporto someggiato, al punto che Giustino Fortunato nei suoi discorsi politici affermò che: “ … i traffici andavano a schiena di giumenti, come per le plaghe d’Oriente”.
I tonnellaggi delle flotte mercantili peninsulari nel 1858 erano i seguenti:

Regno di Sardegna 208.218;
Granducato di Toscana 59.023; 
Modena 980;
Stato pontificio 41.360; 
Due Sicilie 272.305; 
Venezia e Trieste 350.899.
Su di un totale di 932.785 tonnellate, il regno borbonico ne aveva quindi meno di un quarto.

Sulla consistenza della flotta mercantile borbonica lo storico meridionale Raffaele de Cesare, nel suo libro La fine di un Regno scrive, fra l'altro, testualmente: 
(Raffaele de Cesare, La fine di un Regno, vol. II, pp. 165-166)

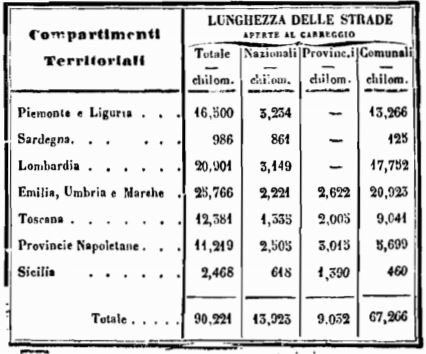
Strade nel 1861, nei dati della Lombardia non è inclusa la provincia di Mantova ancora non annessa.

L'inaugurazione nel 1839 degli 8 km della Napoli-Portici, prima ferrovia italiana, aveva suscito grande entusiasmo. Tuttavia, solo 20 anni dopo le ferrovie settentrionali si estendevano per 2035 km, mentre Napoli era collegata soltanto con Capua e Salerno, totalizzando appena 98 km di linea ferrata. Analogamente, secondo Nicola Nisco, nel 1860 erano privi di strade e quindi di fatto irraggiungibili ben 1621 paesi su 1848, dove il transito avveniva su tratturi e mulattiere, infatti la scarsità di infrastrutture stradali si faceva sentire molto nel Sud borbonico, che poteva contare su una rete stradale di soli 14000 km su oltre 90000 km della penisola allora unificata, mentre la sola Lombardia, quattro volte più piccola aveva una rete stradale di 28000 km, con la rete stradale del centro Italia allo stesso livello della Lombardia, per metri al km².

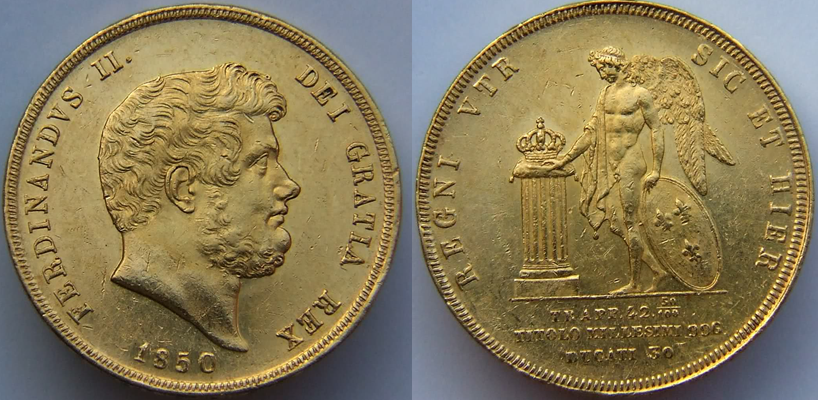
30 Ducati, 1850

La penuria di capitali era sentita ovunque, ma particolarmente al Sud, dove i risparmi venivano immobilizzati in terreni o in monete preziose. Nel saggio Nord e Sud, Nitti rileva che quando le monete degli stati preunitari vennero unificate, al sud vennero ritirate 443 milioni di monete di vari metalli, da confrontare con i 226 milioni di tutto il resto d'Italia.
La sostituzione consentì di ritirare diversi tipi di metalli preziosi, generando la sensazione di una vera espropriazione, tanto che ancora nel 1973 Antonio Ghirelli sostiene erroneamente  che 443 milioni di lire d'oro siano "finiti al Nord"..

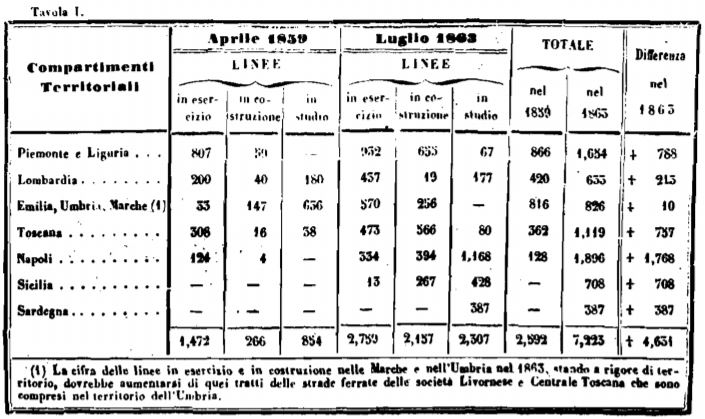
Strade ferrate nel periodo 1859-1863 -

I capitali del nuovo regno vennero impiegati per costruire una rete ferroviaria meridionale, che nel sud del 1859 era limitata alla sola zona di Napoli e dintorni e con uno sforzo senza precedenti, nel luglio 1863, nei territori dell’ex Regno delle Due Sicilie le strade ferrate passarono da 128 km (124 in esercizio e 4 in costruzione nel 1859) a 1896 km con un incremento di 1768 km nella parte continentale (334 in esercizio, 394 in costruzione e 1.168 in studio e successivamente realizzati), mentre in Sicilia, dove le ferrovie erano inesistenti, si passò a 708 km (13 in esercizio, 267 in costruzione e 428 in studio e successivamente realizzati).
Va ricordato che lo sviluppo del Piemonte ebbe un prezzo: i conti pubblici vennero gravemente inficiati sia dallo sforzo di modernizzare l'economia che dalle guerre di unificazione. Con la nascita dell'Italia unita il passivo di bilancio del Regno di Sardegna fu incamerato nelle casse del neonato Stato italiano, che finanziò negli anni successivi all'unità la costruzione di molti km di strade e ferrovie, in tutta la penisola e particolarmente nel Sud, allora con poche strade (14000 km) e pochissime ferrovie (circa 100 km), ma la realizzazione di tali infrastrutture non avviò un parallelo sviluppo economico del meridione rispetto al resto della penisola.

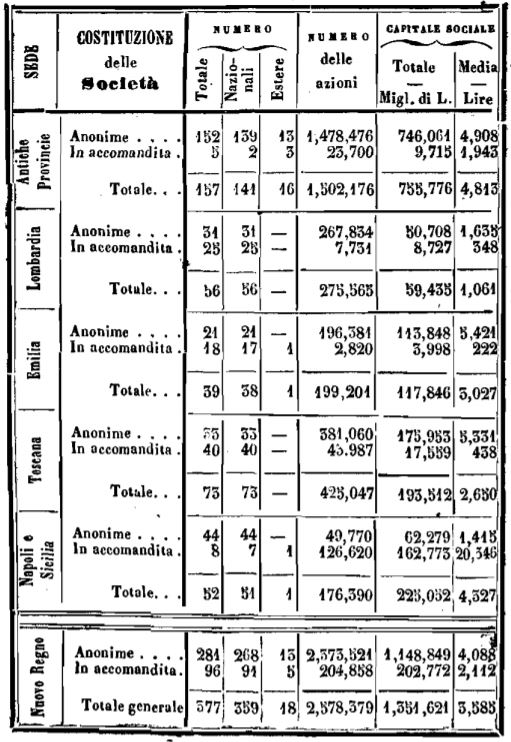
Società anonime ed in accomandita nel 1860 -

Il divario economico era già allora evidente considerando il dato statistico riferito alle società anonime ed in accomandita italiane al momento dell'Unità, in base ai dati relativi alle società commerciali e industriali tratti dall'Annuario statistico italiano del 1864.
Le società anonime ed in accomandita erano 377, di cui 325 nel centro-nord, escludendo dal computo quelle esistenti nel Lazio, Umbria, Marche, nel Veneto, del Trentino, nel Friuli e nella Venezia Giulia. Comunque, il capitale sociale di queste società vedeva un totale di un miliardo e 353 milioni, di cui un miliardo e 127 milioni nelle società del centro-nord (sempre prescindendo da Lazio, Umbria, Marche, Veneto, Trentino, Friuli, Venezia Giulia) e soltanto 225 milioni nel Mezzogiorno. 
Per fare un paragone, il totale della riserva finanziaria dello stato borbonico era pari a 443,200 milioni di lire; praticamente un terzo del capitale delle società anonime ed in accomandita del centro-nord escludendo diversi territori non ancora annessi.
Le sole società anonime ed in accomandita del Regno di Sardegna avevano un capitale totale che era quasi doppio di quello dello stato borbonico: 755,776 milioni contro 443,200 milioni di liquidi.
Si tenga conto sempre poi che in questo calcolo sono escluse tutte le società anonime e per azioni del nord-est, poiché non era incluso nel 1861 nel regno d'Italia.

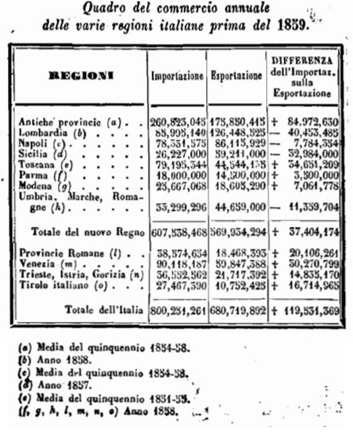
Commercio Import-Export 1859

Il commercio annuale di importazioni ed esportazioni registrava prima del 1859 un totale nazionale, compresi i territori non ancora riunificati e successivamente annessi, di lire 800.251.265 per le importazioni e lire 680.719.892 per le esportazioni, in relazione a tali importi il Regno delle Due Sicilie all’epoca importava merci per una quota lire 104.558.573 ed esportava per lire 145.326.929, quindi rispettivamente solo il 13% del valore delle importazioni ed il 21% delle esportazioni nazionali su base annua.

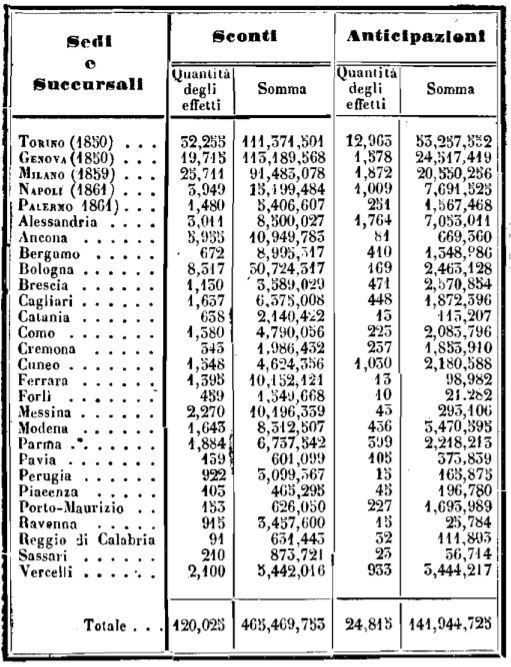
Banche nel 1860,

Al momento dell’unificazione il sistema bancario, indica una predominanza del nord-centro nel numero di sedi e succursali, nel volume delle operazioni e del capitale movimentato, su un totale nazionale parziale (escluso Lazio, Toscana, Veneto, Friuli V.G., Trentino e Mantova) di 28 istituti e di n° 120.025 operazioni di sconto per lire 465.469.753 e di n° 24.815 operazioni di anticipazione per lire 141.944.725, le sedi dell’ex Regno delle Due Sicilie erano 5 ed effettuavano n° 8.428 operazioni di sconto per lire 33.574.295 e n° 1.348 operazioni di anticipazione per lire 9.779.199, rilevando anche il dato parziale della sola Sicilia che effettuava la maggior parte delle operazioni di sconto, n° 4.388 per lire 17.743.368 rispetto alla parte continentale del Regno delle Due Sicilie, che ne effettuava solo n° 4.040 per lire 15.830.927.
La sola sede di Genova registrava un dato preunitario di n° 19.715 operazioni di sconto per lire 113.189.568 e n° 1.578 operazioni di anticipazione per lire 24.517.419, quindi un volume circa triplo rispetto a quello complessivo delle sedi del Regno delle Due Sicilie, come evidenziato nel prospetto a lato.

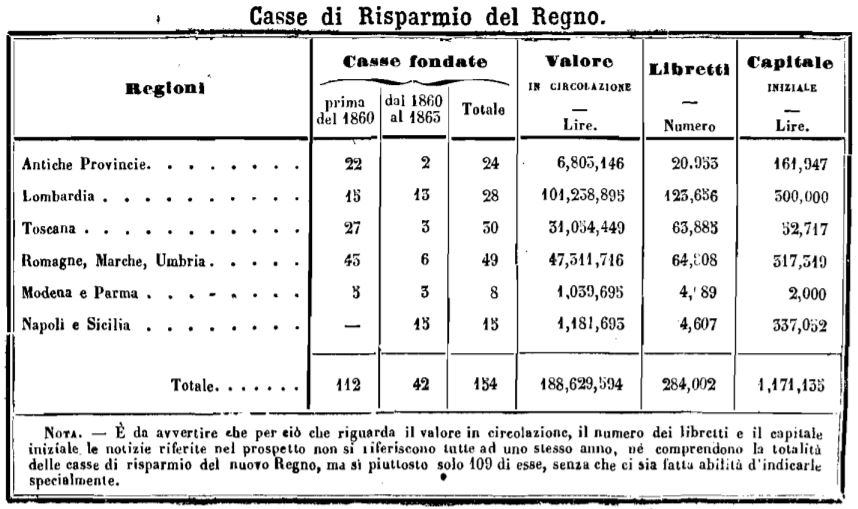
Casse di risparmio nel 1861,

Anche nel campo degli istituti di risparmio c'era un grande divario, nel 1860 le casse di risparmio erano largamente diffuse nei territori centro-settentrionali, mentre iniziarono a diffondersi nel meridione solo dopo l'unità, raggiungendo nel 1863 il numero di 15 casse di risparmio con 4.607 libretti al risparmio per lire 1.181.693 su un totale nazionale di 154 casse di risparmio con 284.002 libretti di risparmio per lire 188.629.594, dato parziale e non includente gli istituti di Lazio, Veneto- Friuli Venezia Giulia e Trentino non ancora annessi, come da schema a lato..
Giustino Fortunato nella sua analisi delle condizioni dell'Italia meridionale al momento dell'Unità, osservava quanto segue riguardo alla politica borbonica: 
Non il terzo, dunque, ma solo un quinto il Piemonte pagava più di noi.
E, del resto, se le imposte erano quaggiù più lievi — non tanto lievi da non indurre il Luigi Settembrini, nella famosa 'Protesta' del 1847, a farne uno dei principali capi di accusa contro il Governo borbonico, assai meno vi si spendeva per tutti i pubblici servizi: noi, con sette milioni di abitanti, davamo via trentaquattro milioni di lire, il Piemonte, con cinque [milioni di abitanti], quarantadue [milioni di lire].
L'esercito, e quell'esercito!, che era come il fulcro dello Stato, assorbiva presso che tutto; le città mancavano di scuole, le campagne di strade, le spiagge di approdi; e i traffici andavano ancora a schiena di giumenti, come per le plaghe d'Oriente.”»
(Giustino Fortunato, Il Mezzogiorno e lo Stato italiano. Discirsi politici (1880-1910), pp. 336-337)
Infatti, Fortunato osservava ciò che è chiaramente provato sui bilanci dello stato borbonico: le spese erano rivolte in stragrande maggioranza alla corte od alle forze armate, incaricate di proteggere la ristrettissima casta dominante del regno, lasciando pochissimo agli investimenti per opere pubbliche, sanità ed istruzione e la natura veramente classista della politica economica borbonica risalta dalle seguenti cifre relative ai bilanci dello stato.
Nel 1854 la spesa governativa borbonica contava 31,4 milioni di ducati dei quali 1,2 milioni erano quelli per istruzione, sanità, lavori pubblici, mentre erano ben 14 milioni i ducati spesi per le forze armate e 6,5 milioni per il pagamento degli interessi sul debito pubblico, oltre alle ingenti spese per la corte regale..
Il bilancio dello stato borbonico previsto per il 1860, prima ancora che Garibaldi sbarcasse a Marsala, quindi in stato di pace e non di guerra, ribadiva anche in questo caso la sproporzione fra le spese militari e di repressione e quelle per la popolazione.
Le spese previste, esclusa la Sicilia (con bilancio separato) sommando il bilancio direttamente speso dallo stato centrale (16.250.812 ducati) e quello ripartito fra gli enti locali (19.200.000 ducati) per un totale di 35.450.812 ducati erano così ripartite:
Esercito 11.307.220;
Marina 3.000.000;
Esteri 298.800;
Governo centrale 1.644.792;
debito pregresso 13.000.000;
lavori pubblici 3.400.000;
Clero e istruzione 360.000; 
Polizia, giustizia 2.440.000.

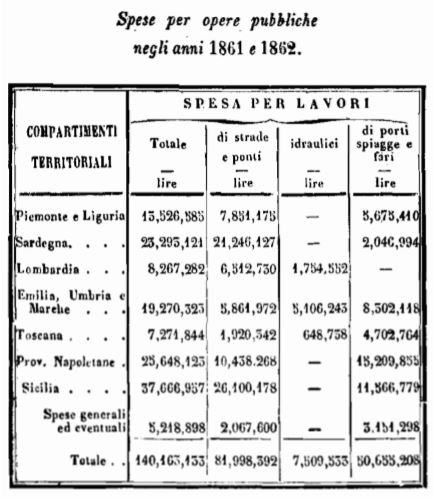
Spese per opere pubbliche nel 1861-1862

Le spese militari rappresentavano circa il 40% del bilancio totale, sommando anche le spese per polizia e giustizia si arriva al 47% del bilancio, mentre alle spese per istruzione e clero era destinato solo l'1% del bilancio totale di 35.450.812 ducati.
La Sicilia aveva l'ultimo bilancio rilevabile espresso in lire 41.618.200, al cambio del 1859 di 4,25 lire per ducato stimato equivalente a 9.793.000 ducati.
Un'attenta e critica analisi del sistema finanziario dei Borbone fu descritto nei particolari da Giovanni Carano Donvito, nella quale pose in luce come l'ex governo napoletano “…se poco chiedeva ai suoi sudditi, pochissimo spendeva per essi e questo pochissimo spendeva anche male…”.
Con l’unificazione nel periodo 1861-1862 vennero anche stanziati ingenti fondi per realizzare opere pubbliche nel nuovo regno d’Italia, strade, ponti, porti, spiagge e fari, nel sud continentale vennero realizzate opere per lire 25.648.123, per la Sicilia lire 37.218.898 e per la Sardegna lire 23. 293.121, mentre la spesa per la Lombardia fu di lire 8.267.282 e per la Toscana lire 7.271.844, anche perché tali territori erano già provvisti di opere pubbliche realizzate durante i precedenti stati preunitari.

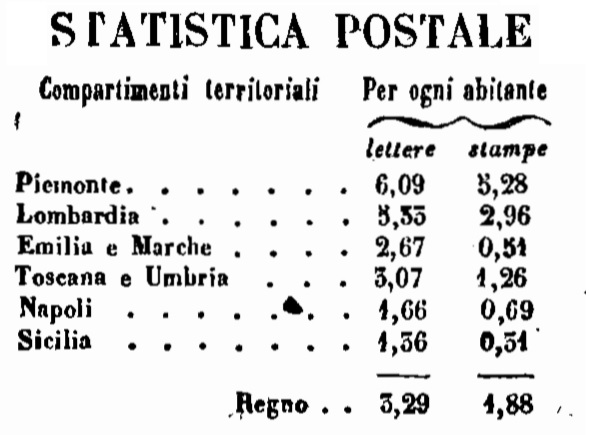
Statistica lettere e stampe inviate nel 1862

La corrispondenza al momento della riunificazione italiana registra nel 1862 una media annua nazionale di 3,29 lettere e di 1,88 stampe per abitante, nel compartimento postale del Piemonte la media saliva a 6,09 lettere e 5,28 stampe per abitante, in Toscana ed Umbria 3,07 lettere e 1,26 stampe per abitante, media che scendeva ulteriormente nel compartimento di Napoli a 1,66 lettere e 0,69 stampe per abitante.
Anche il numero dei dispacci telegrafici registra un grande divario al momento dell’unità, il solo compartimento di Torino registrava introiti annuali per lire 747.882, Milano (esclusa Mantova non annessa) per lire 379.253, Bologna lire 230.340, Pisa lire 357.127, Cagliari lire 40.428, mentre i compartimenti dell’ex Regno delle Due Sicilie registravano introiti annuali per Napoli di lire 313.889, Foggia lire 130.405, Cosenza lire 45.700 e Palermo 230.701. In pratica il solo compartimento di Torino registrava per dispacci telegrafici un importo (lire 747.882) superiore a quello di tutto l’ex Regno delle Due Sicilie (lire 720.695). I dati riportati non considerano i dispacci inviati dai 91 uffici delle Società ferroviarie, aperti anche al servizio statale ed ai privati, fatto che aumenta il numero dei dispacci effettuati dalle sedi del nord-centro, in quanto all'epoca le ferrovie erano in gran parte allocate nella parte centro-settentrionale della penisola.

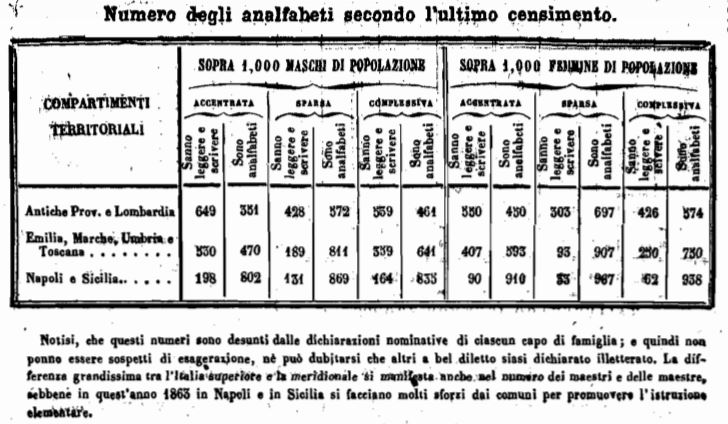
Tabella alfabetizzati ed analfabeti nel 1861

La scarsità di traffico postale e telegrafico nei territori meridionali era indice di ridotti scambi economici e di scarsa alfabetizzazione, infatti nei territori dell’ex Regno di Sardegna e Lombardia gli alfabetizzati erano la maggioranza tra gli uomini, con 539 alfabetizzati e 461 analfabeti su 1 000 abitanti di sesso maschile, mentre su 1 000 abitanti di sesso femminile le alfabetizzate erano 426 e le analfabete 574. L'analfabetismo tendeva ad aumentare nei territori di Emilia-Toscana-Marche-Umbria dove su 1 000 abitanti di sesso maschile erano presenti 359 alfabetizzati e 641 analfabeti, mentre su 1 000 abitanti di sesso femminile le alfabetizzate erano 250 e 750 le analfabete. 
Nell’ex Regno delle Due Sicilie la presenza di alfabetizzati diminuiva e su 1 000 abitanti di sesso maschile solo 164 erano alfabetizzati e gli altri 835 analfabeti, mentre su 1 000 abitanti di sesso femminile le alfabetizzate erano solo 62 e 938 le analfabete. Anche l'istruzione secondaria era generalmente minore nei territori del meridione rispetto a quelli del resto della penisola.
Nel Mezzogiorno nei primissimi anni dell’unità, più gravi di quelli del liberismo furono i danni prodotti dall’insicurezza dei traffici interni determinata dal brigantaggio, oltre alla diminuzione nella richiesta di beni e servizi per il fatto che Napoli non era più capitale e che le commesse pubbliche e le concessioni statali erano aperte al mercato nazionale e non più limitate al solo Meridione.

### Studi economici quantitativi

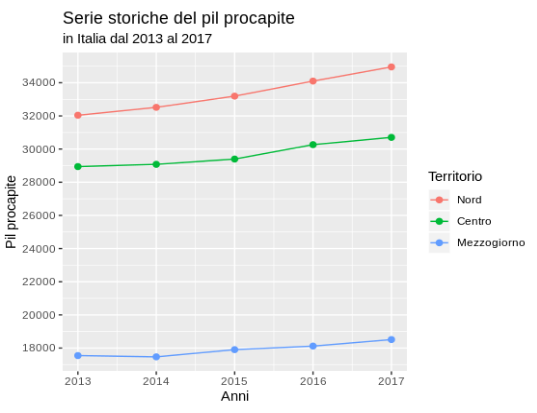
Dati Istat

Negli ultimi decenni la discussione sulle differenze economiche tra Nord e Sud all'Unità ha avuto un nuovo impulso grazie alla ricostruzione delle serie storiche di indicatori economici significativi. La ricerca è resa difficoltosa dalla mancanza di dati precedenti al 1891, e in particolare le serie perdono di significato prima del 1871 a causa degli sconvolgimenti del decennio precedente.
Ha avuto in particolare risonanza la ricostruzione in cui Vittorio Daniele e Paolo Malanima, si concentrano sul PIL pro capite in quanto indicatore del benessere nelle varie regioni italiane, arrivando a concludere che non ci fossero divari rilevanti tra le regioni al momento dell'unificazione.
Altri studi sostengono invece tesi diverse, come quelli di Emanuele Felice

Nel sito istituzionale per il 150° dell'unità è esposta la tesi che considera il divario Nord-Sud preesistente all'Unità e provocato principalmente dalla diversa storia dei due territori, già a partire dalla caduta dell'impero romano, differenza che sarebbe aumentata a partire dal 1300.
Secondo altri studi al momento dell'unificazione la differenza in termini di reddito pro-capite sarebbe stata stimata nel 15-20% maggiore nel nord rispetto al sud, dato che si ricava non solo dall'analisi del numero degli occupati, bensì anche delle dimensioni e delle capacità competitive degli stabilimenti industriali. Altri studi stimano la differenza del reddito pro-capite del 25% maggiore nella parte nord-ovest rispetto a quella meridionale.

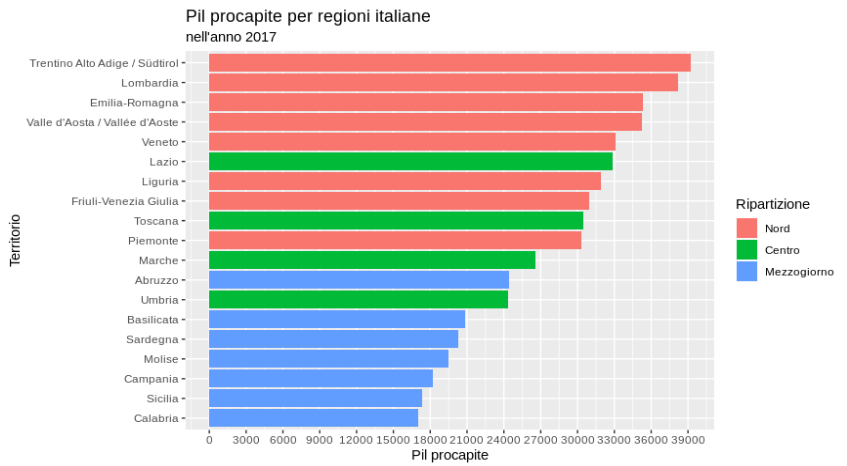
Dati Istat

Più recentemente, Carmine Guerriero e Guilherme de Oliveira hanno confrontato empiricamente le cinque forze identificate dalle principali teorie della formazione delle differenze economiche tra Nord e Sud d'Italia, e cioè la democraticità delle istituzioni politiche pre-unitarie, l'ineguaglianza nella distribuzione della proprietà fondiaria e quindi nel rapporto tra elite e agricoltori, l'arretratezza feudale del regno delle Due Sicilie, le dotazione regionali di materie prime e infrastrutture ferroviarie, e le politiche pubbliche implementate dal Regno d'Italia dopo l'unità. La loro conclusione è che, a prescindere dalla diverse metodologie econometriche utilizzate, i dati esistenti indicano che la determinante principale degli attuali divari regionali è da identificarsi nelle politiche pubbliche post-unitarie e, in particolare, nelle minori tasse sulla proprietà fondiaria e nel maggiore investimento in strade ferrate e commesse pubbliche goduti dalle regioni più vicine ai confini con Austria e Francia, e perciò più importanti per l'elite piemontese in prospettiva militare.

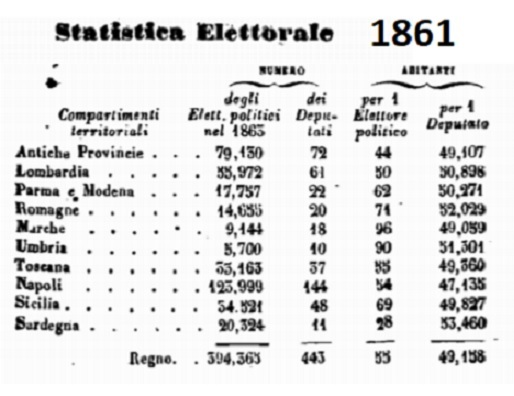
Parlamento italiano nel 1861.

D'altra parte va osservato che, considerare le politiche postunitarie determinate principalmente da politiche importanti in funzione della cosiddetta "èlite piemontese", appare in contrasto con il fatto che, nel parlamento eletto dell'Italia unita, il meridione ex borbonico aveva una estesa rappresentanza parlamentare con ben 192 deputati contro i soli 72 delle Antiche Provincie, denominazione allora adottata per indicare il territorio continentale dell'ex Regno di Sardegna. In effetti la rappresentanza parlamentare del meridione postunitario era numerosa e con il suo voto concorreva in maniera rilevante all'approvazione delle leggi ed alla formazione delle politiche post unitarie.

## Dopo l'Unità d'Italia

### Situazione politica

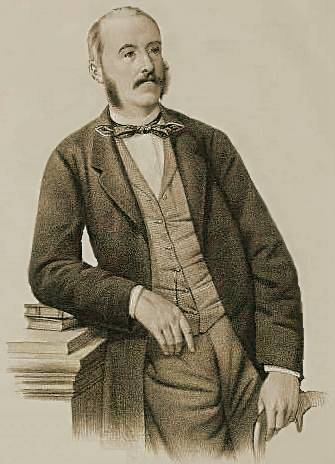
Ritratto di Marco Minghetti

Nel febbraio 1861 si riunirono per la prima volta a Torino i rappresentanti delle regioni unificate, che un mese dopo avrebbe conferito a Vittorio Emanuele il titolo di Re d'Italia per grazia di Dio e volontà della nazione. Il modo in cui dovesse essere governata era però ancora da definire.
Il Re e la corte erano stati scomunicati a causa dell'invasione della parte orientale dello stato pontificio, e ai cattolici era proibito partecipare alla vita politica. La maggior parte dei governanti non conosceva affatto il meridione, non avendo mai viaggiato più a sud di Napoli o avendo passato lunghi anni in esilio come oppositori dei Borbone. Si erano convinti che la ricchezza del sud fosse fino ad allora rimasta inespressa a causa del malgoverno precedente e che l'unificazione dell'Italia ne avrebbe da sola liberato le ricchezze nascoste. Non conoscevano la povertà delle campagne o lo stato delle infrastrutture, e questo li portò tra l'altro a imporre tasse superiori a quanto il territorio potesse pagare. Oltretutto la partecipazione al voto era per censo, quindi i deputati del Sud rappresentarono più spesso le istanze dei proprietari terrieri che della popolazione.
Con la morte di Cavour il 6 giugno, iniziò una serie di governi deboli e di durata spesso inferiore ad un anno. I problemi da risolvere erano molti: si trattava di unificare otto sistemi giuridici, economici, monetari, perfino di pesi e di misure. L'unificazione era avvenuta in un modo sorprendentemente rapido, e non aveva dato modo all'identità nazionale di affermarsi: questo, unito all'irredentismo verso il Triveneto, ancora austriaco, e verso Roma e il Lazio, presidiati da una guarnigione francese, creava la pericolosa tentazione di provare le forze del nuovo stato in una guerra verso lo straniero. L'italiano era parlato da una minoranza istruita della popolazione, e i plebisciti che avevano sancito l'unificazione erano avvenuti in modo estremamente discutibile, sia nella forma sia per l'ingerenza delle autorità che avrebbero dovuto sorvegliarli, creando la falsa sensazione di un consenso di molto superiore al reale, mentre molti meridionali avrebbero espresso piuttosto l'esigenza di maggiore autonomia.
Le istanze favorevoli al decentramento amministrativo, rappresentate dal ministro Minghetti vennero frettolosamente abbandonate. Il 3 ottobre venne convertito in legge il decreto che il 2 gennaio aveva esteso al Sud la legislazione piemontese, proseguendo quanto fatto con la Lombardia con il decreto legge Rattazzi del 1859. Organizzazioni amministrative, anche gloriose, degli Stati preunitari vennero cancellate in modo acritico promuovendo una progressiva "piemontesizzazione" dalla pubblica amministrazione.
I primi provvedimenti del nuovo governo furono volti a recuperare i capitali necessari per unificare il paese e dotarlo delle infrastrutture di cui aveva un pressante bisogno. Fu istituita la leva obbligatoria per il servizio militare e vennero introdotte nuove tasse, e in particolare nel 1868 quella particolarmente odiosa sul macinato che colpiva le fasce più deboli della popolazione con un aumento del prezzo del pane.
Venne anche intrapresa una decisa opera di abolizione dei privilegi feudali, tra cui l'importante vendita di ampi terreni demaniali dello stato e della Chiesa. Le intenzioni erano di aumentare la produttività agricola con una distribuzione della terra, ma di fatto questi terreni andarono nelle mani dei possidenti che avevano i capitali per acquistarli e mantenerli. Una risorsa irrecuperabile venne di conseguenza sprecata, con scarso incasso da parte dello stato e l'immobilizzazione di capitali che avrebbero potuto produrre più ricchezza se investiti nel miglioramento dei campi o nell'industria. I coltivatori ebbero ulteriormente a soffrirne non potendo più sfruttare i terreni comuni fino ad allora a disposizione dei vari villaggi.
Vennero intraprese anche opere positive, come la realizzazione di opere pubbliche e un nuovo impulso alla realizzazione della rete ferroviaria, ma gli effetti sarebbero stati lenti a presentarsi.
Le varie leggi che cercarono di istituire una, seppur minima, istruzione gratuita ed obbligatoria, trovarono un'applicazione difficile soprattutto al sud. L'onere di mantenere le scuole elementari, infatti, incombeva ai comuni, con la conseguenza che molte amministrazioni meridionali non riuscivano ad affrontare le spese necessarie. Si sarebbe dovuto aspettare il secondo dopoguerra per un'istruzione di massa, e la televisione per assistere all'utilizzo dell'italiano in complementarità con i vari dialetti.

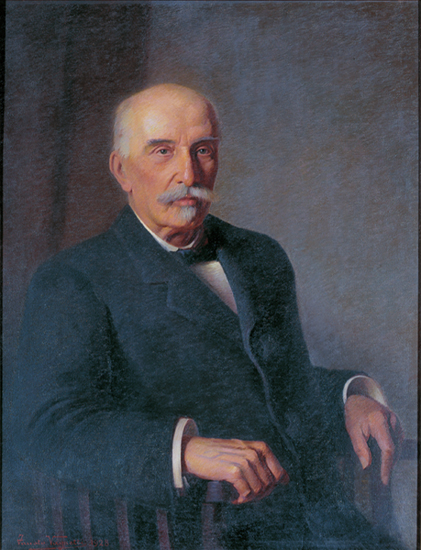
Giovanni Giolitti

Solamente a partire dall'epoca giolittiana il governo centrale fece prova di un primo e tentennante interessamento verso il meridione. Benché non abbia ridotto la povertà o l'emigrazione, nei primi anni del novecento si dotò il sud di amministrazioni pubbliche analoghe a quelle del nord, cosa che portò all'assunzione di un certo numero di impiegati statali. Fu sempre merito del governo centrale se nel 1911 lo Stato prese in carico l'istruzione elementare, fino ad allora prerogativa dei comuni.
Il peggioramento delle condizioni di vita e la disillusione rispetto alle aspettative create dall'unificazione portarono a una serie di rivolte di popolo a Napoli e nelle campagne, e al fenomeno passato alla storia come brigantaggio, a cui il nuovo Stato reagì con l'invio di soldati e adottando un modello amministrativo di tipo dirigista e autoritario, in cui le autonomie locali venivano sottoposte al rigido controllo del governo centrale.
Vittorio Bachelet parlerà di "un certo atteggiamento colonizzatore assunto dall'amministrazione unitaria in alcune regioni". Da notare che tale atteggiamento cosiddetto "colonizzatore" non fu però mai riscontrato negli altri territori annessi, neppure in quelli del centro Italia, che con la cultura piemontese avevano poco in comune, in quanto territori lontani dal Piemonte e confinanti con il meridione.
Invero, lo stesso espansionismo piemontese era mirato in un primo tempo ad uno Stato comprendente le regioni dell'Italia settentrionale e non ad uno Stato Nazionale delle proporzioni della nuova Italia, era anzi molto caldeggiata all'epoca sia a nord che a sud una Confederazione di stati. L'annessione del Regno delle Due Sicilie fu un fatto dovuto ad una straordinaria serie di contingenze favorevoli in termini politici.

### Il brigantaggio
Il brigantaggio era un fenomeno endemico nel Sud preunitario, come spiega Francesco Saverio Nitti.
« ogni parte d'Europa ha avuto banditi e delinquenti, che in periodi di guerra e di sventura hanno dominato la campagna e si sono messi fuori della legge […] ma vi è stato un solo paese in Europa in cui il brigantaggio è esistito si può dire da sempre […] un paese dove il brigantaggio per molti secoli si può rassomigliare a un immenso fiume di sangue e di odi […] un paese in cui per secoli la monarchia si è basata sul brigantaggio, che è diventato come un agente storico: questo paese è l'Italia del Mezzodì. »

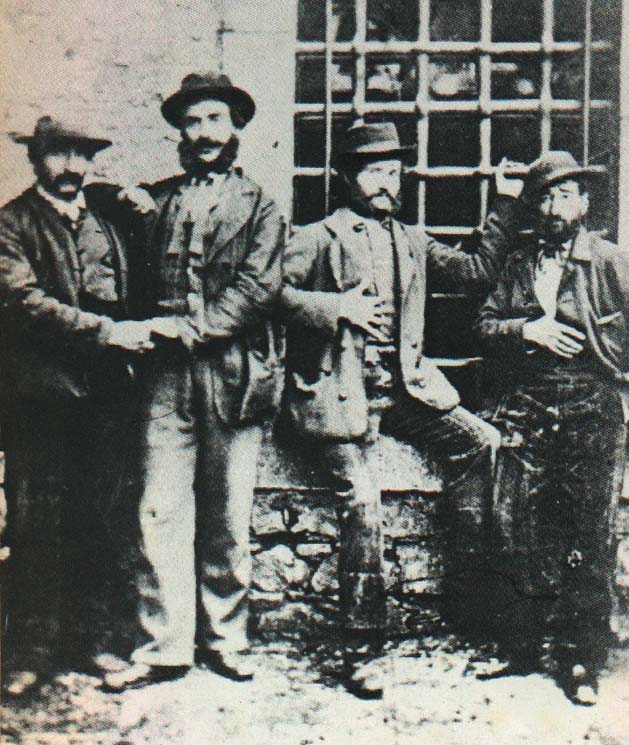
Alcuni briganti lucani: Caruso, Cafo, Lamacchia e Tinna

Il nuovo governo disattese le aspettative sia dei repubblicani sia di alcuni moderati che pure avevano favorito l'unità, ma che auspicavano un nuovo ordinamento agrario e adeguati spazi politici nella gestione del paese, il controllo dell'ordine pubblico divenne sempre più problematico. Molti braccianti meridionali avevano sperato che il nuovo regime assicurasse una qualche riforma agraria, ma le loro aspettative andarono deluse.
Secondo Tommaso Pedio, la rapida trasformazione politica conseguita nel Mezzogiorno, suscitò ovunque risentimenti e malcontenti non solo da parte del popolo e della vecchia classe borbonica ma anche dei borghesi e dei liberali, i quali pretesero di mantenere privilegi e incarichi remunerativi dal neogoverno. Il ceto borghese, fedele alla corona borbonica prima del 1860, appoggiò la causa unitaria soltanto allo sbarco di Garibaldi in Sicilia. Il nuovo stato italiano decise così di privilegiare i liberali per paura di inimicarseli e per servirsi dei loro maggiori esponenti contro le aspirazioni delle frange radicali, trascurando i bisogni delle classi popolari, alle quali, secondo Pedìo, sarebbe bastato il riconoscimento e la quotizzazione delle terre demaniali.
La questione demaniale non fu risolta, per Pedìo, non solo a causa della noncuranza del regio governo ma anche dell'opposizione della classe liberale, poiché avrebbe rischiato di perdere il sostegno dei ricchi possidenti, i quali interessi ne sarebbero usciti danneggiati. Il basso popolo, unica voce non ascoltata, oppresso dalla fame, sconvolto dall'aumento delle tasse e dei prezzi sui beni primari, costretto alla leva obbligatoria, iniziò a rivoltarsi, sviluppando un profondo rancore verso il nuovo regime e soprattutto verso gli strati sociali che si avvantaggiarono degli avvenimenti politici riuscendo ad ottenere cariche, impieghi e nuovi guadagni.
Nacquero bande di briganti (molte di esse già nel periodo di Garibaldi a Napoli), a cui aderirono non solo braccianti disperati ma anche ex soldati borbonici, ex garibaldini e banditi comuni. Il governo delle Due Sicilie in esilio colse l'occasione di poter tentare una reazione per riprendersi il trono, facendo leva sulla disperazione e sull'astio popolare contro il nuovo ordine. Il popolo disperato ascoltò le parole del vecchio regime e si lasciò suggestionare dalle sue proposte e, nella speranza di poter ottenere benefici, appoggiò la causa di una restaurazione borbonica.
Molti scontri si erano già verificati in varie parti del meridione fin dalla fine del 1860, particolarmente aspri intorno alla cittadella borbonica di Civitella del Tronto, espugnata nel 1861 dal generale ex borbonico Luigi Mezzacapo. In aprile scoppiò una rivolta popolare in Basilicata. Nel corso dell'estate, in molte province dell'interno bande di briganti, formate in gran parte da contadini, ex soldati borbonici, diedero vita a forme di guerriglia violentissima, impegnando le forze del nuovo Regno d'Italia e battendole ripetutamente. In molti centri del sud fu rialzata la bandiera borbonica. Per combattere i briganti e insorti il Governo approvò la legge Pica e rispose anche ordinando esecuzioni sommarie anche di civili e l'incendio di interi paesi. Il luogotenente di Napoli, Gustavo Ponza di San Martino, che aveva tentato nei mesi precedenti una pacificazione, venne sostituito dal generale Enrico Cialdini, che ricevette dal governo centrale pieni poteri per fronteggiare la situazione e reprimere la rivolta.
Il fenomeno assunse, secondo alcuni studiosi, i connotati di una vera e propria guerra civile, che costrinse lo stato italiano ad impiegare circa 120.000 soldati per reprimere la ribellione nelle provincie meridionali. Fu combattuta con ferocia da entrambe le parti e di cui fece le maggiori spese come sempre la popolazione civile: una triste situazione che si ripeté continuamente per tutta la durata della guerra civile era il saccheggio di un paese da parte delle bande di ribelli, seguito dall'intervento dell'esercito alla ricerca di collaborazionisti, che comportava sistematicamente un secondo saccheggio, la distruzione degli edifici che venivano dati alle fiamme, esecuzioni sommarie e spesso la dispersione dei sopravvissuti.
Il Presidente Giorgio Napolitano, ricorda in occasione del 150º Anniversario dell'Unità d'Italia che "fu debellato il brigantaggio nell'Italia meridionale, anche se pagando la necessità vitale di sconfiggere quel pericolo di reazione legittimista e di disgregazione nazionale col prezzo di una repressione talvolta feroce in risposta alla ferocia del brigantaggio e, nel lungo periodo, col prezzo di una tendenziale estraneità e ostilità allo Stato che si sarebbe ancor più radicata nel Mezzogiorno".
D'altra parte resta il grosso problema del brigantaggio, cosiddetto legittimista, che è stato praticamente inesistente nella parte centro-settentrionale della penisola italiana, annessa anche con la forza delle armi come per il meridione, fatto che Massimo d'Azeglio aveva già rilevato nel 1861 e che poneva l'esistenza di un divario culturale nei confronti dello stato italiano.
((Massimo d'Azeglio, Scritti e discorsi politici, Firenze, 1939, III, pp. 399-400))

### Inizio dell'emigrazione meridionale
La grande emigrazione meridionale ha inizio solo alcuni decenni dopo l'unità d'Italia, laddove nella prima metà del XIX secolo aveva già riguardato diverse zone del Nord, in particolare del Piemonte, del Comacchio e del Veneto. Le ragioni storiche della prima emigrazione meridionale della seconda metà del XIX secolo sono da ritrovare per letteratura diffusa sia per la crisi delle campagne e del grano, sia per la situazione di impoverimento economico che colpisce il Sud all'indomani dell'unità, quando gli investimenti industriali si concentrano nel Nord-Ovest, nonché per altri fattori. A tale riguardo va osservato che, la teoria dell'emigrazione meridionale legata alla concentrazione di investimenti industriali nel Nord-Ovest, non spiega come l'emigrazione nel centro Italia si stata storicamente molto inferiore a quella del meridione e come il NEC (Nord-Est-Centro) abbia saputo progressivamente crescere dal punto di vista economico-industriale, avvicinandosi al Nord-ovest e superandolo in alcuni casi.
L'emigrazione meridionale è fenomeno che segue diverse ondate storiche di partenze e differenti mete geografiche nei diversi periodi. È fenomeno che non si arresta nelle statistiche nemmeno nell'attualità quando l'emigrazione si caratterizza per un notevole flusso di spostamento geografico di laureati e professionisti meridionali, qualificandosi come emigrazione intellettuale, al di là dei normali flussi di mobilità della forza lavoro, che impoverisce ulteriormente il substrato sociale e culturale delle regioni meridionali.

### L'inchiesta Sonnino-Franchetti e la scoperta della questione meridionale
Nel 1875, a seguito di un peggioramento della situazione dell'ordine pubblico nelle regioni del Mezzogiorno e in Sicilia, il Governo propose al Parlamento l'adozione di provvedimenti eccezionali di pubblica sicurezza. Durante il dibattito in aula, e mentre infuocavano le polemiche nel Paese, fu deciso di subordinare l'adozione dei provvedimenti all'esecuzione di un'inchiesta sulle condizioni economiche e sociali della Sicilia, che fu affidata a un gruppo di parlamentari (della Destra e della Sinistra) e di magistrati e svolta tra il 1875 e il 1876. I risultati furono pubblicati e poi ristampati più volte, anche insieme agli atti preparatori, ma vennero sottovalutati dall'opinione pubblica e dalla classe politica del tempo.
Nel 1877 i professori universitari ed esponenti della Destra storica Leopoldo Franchetti e Sidney Sonnino, anche per replicare all'inchiesta "ufficiale", pubblicarono la loro inchiesta in Sicilia con cui per la prima volta richiamarono l'attenzione pubblica sulla durezza delle condizioni di vita in alcune regioni del Sud e lo sfruttamento del lavoro dei fanciulli siciliani nelle zolfare.

### L'avventura coloniale e la guerra commerciale con la Francia
L'emergere dell'Italia come uno stato unitario aveva indotto a perseguire una politica estera aggressiva sullo scacchiere europeo piuttosto che a concentrarsi nel risolvere le contraddizioni interne. Le conseguenze della terza guerra di indipendenza, gli attriti per l'annessione dello Stato Pontificio e interessi contrastanti in Tunisia portarono l'Italia ad allontanarsi dal tradizionale alleato francese e ad avvicinarsi a Germania ed Austria nella Triplice Alleanza.
Già tra il 1877 e il 1887 (Governi Depretis) l'Italia aveva adottato nuove leggi di matrice protezionistica sulle tariffe doganali, per proteggere la propria debole industria.
Queste leggi andavano a svantaggio delle esportazioni agricole del Sud, avvantaggiando la produzione industriale concentrata al Nord e creando le premesse per corrotte commistioni tra politica e economia. Secondo Giustino Fortunato con questi provvedimenti si determinava il definitivo crollo degli interessi meridionali di fronte a quelli dell'Italia settentrionale.
Nella stessa direzione Luigi Einaudi sottolineò come la "forte barriera doganale" del periodo post-unitario assicurò alle industrie del Settentrione "il monopolio del mercato meridionale, con la conseguenza di impoverire l'agricoltura".

### La prima guerra mondiale
Con la prima guerra mondiale il relativo sviluppo del nord, fondato sull'industria, venne favorito dalle commesse belliche, mentre al sud, il richiamo alle armi dei giovani lasciò nell'incuria i campi, privando le loro famiglie di ogni sostentamento, in quanto in assenza degli uomini al fronte, le donne meridionali non erano abituate a lavorare la terra, come invece facevano le donne contadine del centro-nord, infatti nel Sud i terreni coltivabili erano spesso lontani dalle abitazioni, che erano situate nei paesi e anche volendo le donne meridionali non avrebbero potuto accudire alle faccende domestiche e al tempo stesso coltivare il terreno, cosa invece possibile nel Nord e Centro Italia, dove i contadini vivevano nelle case coloniche a pochi metri dai terreni da coltivare. 
A guerra finita, poi, fu la borghesia imprenditoriale del nord a profittare dell'allargamento dei mercati e delle riparazioni di guerra, in questo caso anche perché i danni del primo conflitto mondiale erano stati provocati soprattutto nell'area centro-orientale del paese confinante con l'Austria.

### Il ventennio fascista
Lo Stato fascista era interessato ad allargare il proprio consenso mediante una crescita economica che sostenesse la sua politica espansionista. A tal fine promosse una serie di opere pubbliche attraverso vari organismi quali l'Istituto per la Ricostruzione Industriale (IRI) e l'Istituto Mobiliare Italiano (IMI), per dotare di infrastrutture i territori più depressi del Meridione. Vennero migliorati due porti (Napoli e Taranto), costruite alcune strade, ferrovie e canali, intrapresa la costruzione di un grande acquedotto (quello del Tavoliere Pugliese) e, soprattutto, ideato un ambizioso piano di bonifica integrale. Tuttavia si trattò di investimenti che soddisfacevano solo in minima parte le esigenze locali, con una ricaduta modesta sull'occupazione e distribuiti secondo criteri volti a produrre o consolidare il consenso verso il regime da parte delle popolazioni interessate e, nel contempo, a non ledere gli interessi di quei ceti, latifondisti e piccolo-borghesi, che costituivano lo zoccolo duro del fascismo nel Meridione. Ciò fu particolarmente evidente nell'attuazione dell'imponente piano di bonifica, dove non si riuscirono ad armonizzare gli interessi contrastanti dei contadini, che richiedevano un trasferimento delle terre bonificate a loro favore, e dei vecchi proprietari terrieri, timorosi di venire espropriati. Si cercò invano di limitare l'influenza di questi ultimi e così « [...] la bonifica si arrestò nel Mezzogiorno alla fase delle opere pubbliche, mentre tutti i fermenti che la miseria e i permanenti squilibri suscitavano, furono incanalati, in quegli anni, verso il mito dell'Impero.»
Anche le politiche messe in atto in epoca fascista per incrementare la produttività nel settore primario non furono coronate da successo: in particolare la politica agraria voluta da Mussolini danneggiò profondamente alcune aree del Mezzogiorno. La produzione si concentrò infatti soprattutto sul grano (battaglia del grano) a scapito di colture più specializzate e redditizie che erano diffuse nelle aree più fertili e sviluppate Meridione. Per quanto riguarda l'industria, questa visse durante il "ventennio nero" un lungo periodo di stagnazione nel Sud, rilevabile anche sotto il profilo occupazionale. Gli addetti al settore secondario nel Mezzogiorno costituivano infatti, nel 1911, il 20% sul totale nazionale e, quasi trent'anni più tardi, tale percentuale non aveva subito mutamenti di rilievo. Nel 1938 i lavoratori dell'industria erano scesi infatti al 17,1%, ma, tenendo conto del minor peso demografico del Meridione e delle Isole rispetto alle altre due macroaree economiche del Paese a quella data, il rapporto fra costoro e quelli operanti nel resto d'Italia era rimasto praticamente invariato (nello stesso arco temporale la popolazione del Mezzogiorno era scesa dal 38% circa al 35,5% circa su quella totale dello Stato).
Sul finire degli anni trenta il fascismo diede nuovo impulso al suo impegno economico nel Meridione e in Sicilia, ma si trattò di un'iniziativa tesa ad accrescere gli scarsi consensi che il Regime godeva nel Mezzogiorno e a rendere più popolare, nel Sud, la guerra mondiale che di lì a poco avrebbe travolto l'Italia.
L'Italia fascista, quale Stato totalitario, fece ricorso a strumenti anche al di fuori dello Stato di diritto (tortura, leggi speciali) per combattere ogni forma di malavita organizzata nel Sud. Celebre fu la nomina di Cesare Mori, che venne poi chiamato "Prefetto di ferro" per i suoi duri metodi, quale prefetto di Palermo con poteri straordinari su tutta l'isola. Nonostante gli ottimi risultati conseguiti, la mafia non fu del tutto sradicata, tanto che si alleò con gli anglo-americani durante la Seconda guerra mondiale ed ebbe contatti con alcuni esponenti del fascismo stesso (vedasi Alfredo Cucco e il Caso Tresca).

### La seconda guerra mondiale

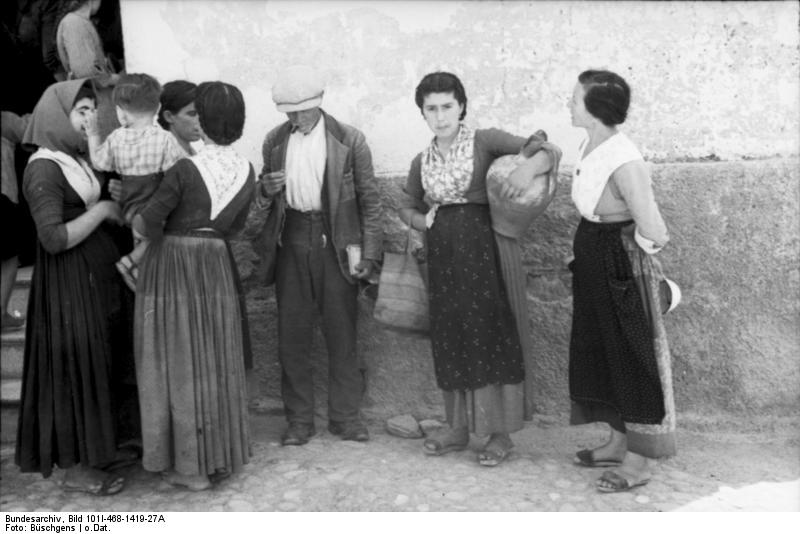
1943: gruppo di uomini e donne fotografati in un paese del sud Italia

Con la seconda guerra mondiale le disparità, oltre che economiche, furono di carattere politico.
Nel 1943 gli alleati stavano preparando lo sbarco in Sicilia per invadere l'Italia, e trovarono un'alleata nella mafia tramite le famiglie operanti negli Stati Uniti, che si offrì di fornire informazioni strategiche e legittimazione morale agli invasori in cambio del controllo civile del sud Italia. Il comando alleato accettò, e così le zone via via conquistate da questi passarono sotto il controllo dei vari clan mafiosi, che approfittarono della fase per consolidare, anche militarmente, il loro potere. Al crollo dell'apparato repressivo statale conseguì il ritorno della questione del banditismo, soprattutto in Sicilia, dove certi suoi esponenti si collegarono ai movimenti politici indipendentisti, che chiedevano l'indipendenza dell'isola.
Il governo provvisorio decise di non reprimere il movimento, che peraltro non aveva contenuti o rivendicazioni sociali, ma di corromperlo. Grosse quote del piano Marshall furono dirottate verso le zone in fermento, e la protesta venne privata dell'interessamento attivo della popolazione. I capi banda vennero pagati per deporre le armi, e, attraverso manovre politiche complesse, si convinsero alcune delle bande rimaste, pagandole, a compiere attentati contro la popolazione civile, che finì per isolare i gruppi armati. Parallelamente si scatenò una campagna stampa denigratoria nei confronti degli insorti. Per finire la nuova costituzione repubblicana concesse una certa autonomia alla Sicilia, cosa che privò gli ultimi ribelli di ogni legittimazione politica. Le poche bande rimaste vennero individuate ed eliminate nell'indifferenza della popolazione. Come ottant'anni prima, però, la mafia aveva già preso le distanze dai gruppi armati, ritornando in clandestinità e confondendosi fra la popolazione. Parte integrante di questa strategia è la collaborazione della gente ordinaria, particolarmente attraverso l'omertà, ovvero il fatto di ostacolare la forza pubblica nascondendo o tacendo informazioni sensibili.

### La Prima Repubblica
Dopo la guerra la mafia acquistò un enorme potere in alcune importanti regioni dell'Italia meridionale, prima in Sicilia e poi in Calabria e Campania.
Della questione meridionale si discusse a lungo in Assemblea Costituente e fu previsto, proprio a sottolineare la dimensione nazionale e costituzionale del tema, nell'articolo 119 della Costituzione, che "Per provvedere a scopi determinati, e particolarmente per valorizzare il Mezzogiorno e le Isole, lo Stato assegna per legge a singole Regioni contributi speciali". Tale riferimento sarà poi abrogato con la legge di revisione costituzionale n. 3/2001.
A varie riprese il governo italiano destinò fondi allo sviluppo del Mezzogiorno, creando pure un istituto finanziario chiamato Cassa del Mezzogiorno per gestirne i flussi. La mafia dal canto suo investì i propri proventi illeciti in attività legali. Ma tali movimenti finirono, rispettivamente, a dirottare denaro pubblico e a riciclare i proventi di crimini, e non a finanziare imprese produttive. Troppo spesso gli investimenti statali vennero utilizzati male, e troppo spesso servirono a creare stabilimenti industriali, da parte dei grandi gruppi pubblici e privati del nord, in aree mal servite dalle infrastrutture, con una sede dirigenziale situata spesso lontano dagli impianti di produzione, e che tuttavia approfittavano degli ingenti capitali pubblici ivi stanziati.
Infatti molti gruppi industriali del nord furono incitati tramite sovvenzioni pubbliche a stabilirsi nel sud, ma tali scelte si rivelarono sotto certi aspetti antieconomiche, dato che molti di questi esperimenti industriali fallirono in breve tempo con il terminare delle sovvenzioni pubbliche. Le grandi aziende che aderivano a questi progetti e i partiti politici che li promuovevano, dal canto loro, approfittavano del contesto disagevole in cui operavano facendo ricorso a prassi clientelari nelle assunzioni, senza che venisse mai messa nessuna enfasi sulla produttività o sul valore aggiunto dalle attività imprenditoriali.
Queste pratiche malsane, dette "assistenzialistiche", ebbero come conseguenza la profonda alterazione delle leggi di mercato e l'aborto di ogni possibile sviluppo economico delle aree più depresse del paese. I capitali privati italiani evitavano il Mezzogiorno se non incoraggiati con lo stanziamento di ingenti fondi pubblici, considerando che ogni investimento effettuato in chiave produttiva, non sovvenzionato dallo stato, fosse destinato alla perdita. Benché oggigiorno la situazione sia sensibilmente diversa, atteggiamenti clientelari perdurano ancora nella politica meridionale, e troppo spesso i grandi appalti pubblici del sud vengono affidati ai soliti grandi gruppi industriali.
Per quanto riguarda lo sviluppo dell'economia privata del meridione bisogna sottolineare come negli anni del cosiddetto "boom economico", fino alla metà degli anni '70, ci fu nel sud una intensa e costante crescita economica, che riuscì finalmente (dopo quasi un secolo) a ribaltare le tendenze dell'economia meridionale e riavvicinarla ai livelli del nord. Questo cambio di tendenza si interruppe bruscamente nei primi anni '70, dopo lo shock petrolifero, e da quel momento in poi il dualismo tra nord e sud tornò a crescere. Negli ultimi anni tuttavia, a partire dal 2000, i dati raccolti ci dicono che lentamente l'economia meridionale sta riducendo nuovamente il divario.
Quando il governo si ritrovò a prendere provvedimenti legislativi o a negoziare accordi internazionali in ambito economico, l'attenzione si diresse, ancora, alle industrie del nord. Per esempio, quando negli anni quaranta e cinquanta emigranti italiani, soprattutto meridionali, incominciarono a raggiungere massivamente le miniere carbonifere del Belgio, il governo italiano chiese e ottenne da quello belga una tonnellata di carbone all'anno per ogni lavoratore espatriato, questo approvvigionamento non beneficiò le regioni d'origine dei minatori emigrati, essendo destinato alle fabbriche prevalentemente ubicate nelle aree settentrionali della nazione.
Negli anni sessanta e settanta le aree industrializzate vissero un periodo di sviluppo economico, incentrato sull'esportazione di prodotti finiti, chiamato miracolo “italiano”. Il fenomeno attirò manodopera dal Mezzogiorno, e interessò per alcuni decenni anche lo stesso Mezzogiorno, ma la disparità dei due livelli di tenore di vita diventò evidente e largamente discussa. In reazione, gli emigranti inviarono rimesse alle loro famiglie rimaste nel sud, e lo stato dedicò finalmente importanti risorse allo sviluppo dei servizi essenziali, ma queste risorse non erano in grado di essere reinvestite in circoli produttivi, e servirono solamente ad aumentare, anche se di poco, il tenore di vita delle famiglie degli emigranti meridionali.
A partire dagli anni ottanta l'organo giudiziario cercò un altro compito, e si focalizzò sulla criminalità organizzata. Evoluzioni sociali come l'individualismo e la spettacolarizzazione della vita pubblica contribuirono a creare condizioni tali per cui il sistema di potere utilizzato dalla classe dirigente incominciò a rivelare delle crepe. Varie leggi rinforzarono la lotta contro la corruzione e la criminalità: una che confermava la separazione del potere giudiziario da quello esecutivo, un'altra che istituiva sconti di pena e altri vantaggi agli accusati che collaborano con le indagini in corso, ed infine una che individuava nell'appartenenza ad un'associazione mafiosa un reato più grave rispetto alla semplice associazione per delinquere. Tutto questo permise negli anni ottanta di arrivare ad ottenere alcuni progressi nella lotta antimafia.

### Il meridione contemporaneo
In questo periodo viene intrapreso un parziale risanamento del debito pubblico accumulato dalle amministrazioni precedenti, impresa che si accompagna a riduzioni e razionalizzazioni della spesa pubblica.
L'Unione europea accompagna parzialmente questo processo finanziando progetti imprenditoriali a carattere sociale, ecologico o culturale, ma queste iniziative non sono di natura tale da creare meccanismi di autofinanziamento, e i vantaggi derivati sono molto ridotti. Al riguardo è importante ricordare che l'Abruzzo differentemente da tutte le altre regioni del meridione, è uscita dal cosiddetto, ed ormai passato, obiettivo 1.
A seguito della soppressione della Cassa del Mezzogiorno, attualmente il meridione beneficia di Invitalia - Agenzia nazionale per l'attrazione degli investimenti e lo sviluppo d'impresa S.p.A. e talvolta anche di agevolazioni contributive per l'assunzione di personale giovane, tramite sgravi, bonus e decontribuzione per favorire l'occupazione nelle imprese situate nel sud Italia. Per seguire le questioni relative al mezzogiorno esistono anche gli istituti Svimez e Formez.
In termini assoluti la situazione economica del meridione è indubbiamente migliorata negli ultimi sessant'anni; in termini relativi, però, il divario con il nord è drasticamente aumentato a partire dagli anni '70 del '900.
Dagli studi emersi dal rapporto Eurispes del Gennaio 2020, si evince come dal 2000 al 2007 le otto regioni meridionali occupano i posti più bassi della classifica per distribuzione della spesa pubblica. Per contro, tutte le Regioni del Nord Italia si vedono irrorate dallo Stato di un quantitativo di spesa annua nettamente superiore alla media nazionale. Se della spesa pubblica totale, si considera la fetta che ogni anno il Sud avrebbe dovuto ricevere in percentuale alla sua popolazione, emerge che, complessivamente, dal 2000 al 2017, la somma corrispondente sottrattagli ammonta a più di 840 miliardi di euro netti (in media, circa 46,7 miliardi di euro l’anno).
Ancora oggi vari problemi strutturali ipotecano le sue possibilità di progresso economico: la carenza d'infrastrutture, la presenza di un sistema bancario poco attento alle esigenze del territorio (le vecchie grandi Banche del sud, a partire dagli anni '90, sono state via via inglobate nei grandi gruppi del nord, come ad esempio il Banco di Napoli), i ritardi di una pubblica amministrazione spesso pletorica, l'emigrazione di tanti giovani che a causa della limitata crescita economica non trovano un lavoro, e soprattutto l'infiltrazione della malavita organizzata nella vita politica ed economica del sud, fattore questo che rappresenta il principale freno alla crescita economica meridionale.

## Studi

### Gli aspetti socioculturali
La questione meridionale non è limitata alla sola diversa condizione di sviluppo economico tra il settentrione ed il meridione, in quanto il divario si estende anche a molti aspetti socio-culturali rilevati dai dati Istat, che investono i più diversi argomenti e comportamenti sociali nella penisola.
Lo stesso Giustino Fortunato, nella frase all'inizio di questo argomento, affermava che, oltre che nel campo economico, esisteva "[...] anche una profonda diversità fra le consuetudini, le tradizioni, il mondo intellettuale e morale." Anche lo scrittore Giuseppe Tomasi di Lampedusa, nel suo famoso romanzo Il Gattopardo, rappresenta il differente atteggiamento culturale siciliano ed in generale meridionale, nei confronti dei cambiamenti apportati dall'unità d'Italia.

### Il dibattito storiografico
La questione meridionale è stata oggetto di molteplici studi nel corso del tempo, con conclusioni non convergenti, ed è tutt'oggi motivo di accesso dibattito tra storici, economisti e politici.
Negli ultimi anni delle ricerche economiche hanno indicato la nascita della questione meridionale nella parte finale del XIX secolo. Tuttavia, anche il marxista Antonio Gramsci, pur critico nei confronti dello stato italiano, attribuiva l'esistenza del divario, già dal 1860, principalmente a causa dei molti secoli di diversa storia del nord della penisola rispetto al sud, definiti due tronconi "antitetici", che si riunivano dopo 1000 anni, come il Gramsci stesso evidenzia
D'altra parte, la numerosa letteratura del tempo immediatamente successivo alla Spedizione dei Mille, dimostra una feroce contrarietà contro le modalità utilizzate dal Regno di Savoia per gestire l'annessione del Regno delle Due Sicilie, e anche la fiorente nascita di musiche e canzoni del meridione dimostra quanto già nel 1868 fosse viva una agguerrita satira contro il neonato regno. Si pensi ad esempio alle celebri canzoni Palummella zompa e vola, canto nostalgico per la perduta libertà del Regno del Sud, o come il celebre canto carnascialesco Italiella.
La tesi revisionista, che vedrebbe il Sud ostile ai Savoia dopo l'Unità, non spiega il fatto che, durante il referendum Monarchia-Repubblica del 1946, fu proprio il Sud a votare a grande maggioranza in favore della monarchia Sabauda, mentre il Nord votò Repubblica, inoltre dal 1946 al 1972 i partiti monarchici, poi confluiti nel Partito Democratico Italiano di Unità Monarchica (PDIUM), ottenevano ancora consensi soprattutto nel Meridione e a Napoli, dove, in occasione del referendum del 1946, diversi cittadini napoletani morirono in Via Medina, durante gli scontri in difesa della monarchia Sabauda, fatti noti come strage di via Medina,.
Si possono comunque distinguere tre approcci storiografici principali, che ricalcano in grosse linee dibattiti ideologici e politici più ampi:
- La storiografia classica, così chiamata perché nata prima, proposta dal Mezzogiorno come segno di un'evoluzione atipica o ritardata, dove altre condizioni avrebbero permesso alla regione di inserirsi con successo in una dinamica di crescita e di integrazione. Al riguardo si evidenzia la tesi che considera il divario Nord-Sud preesistente all'Unità e provocato principalmente dalla diversa storia dei due territori, già a partire dalla caduta dell'impero romano, differenza che si è rafforzata a partire dal 1.300.[70]
- La storiografia moderna, così chiamata perché proposta a partire da Gramsci e Salvemini, vede il persistere della miseria come una componente essenziale del capitalismo, che è basato sulle dualità sfruttatore - sfruttato, sviluppo - sottosviluppo, anche su base geografica.
- L'interpretazione deterministica, che vede nella demografia (attraverso tesi razziste) o nella geografia del sud le origini, spesso insormontabili, della povertà nella quale si trova il Meridione.

Molti letterati - anche tra quelli già citati, come Gramsci e Giustino Fortunato - riscontrarono pubblicamente la presenza di una vera e propria questione meridionale ma affermarono, altrettanto pubblicamente anche se poco o per nulla diffuso, che essa era dovuta alla disparità di trattamento tra Italia del Nord e Italia del Sud, quest'ultima sfruttata fino all'inverosimile tanto che buona parte dei suoi figli emigrarono lasciando la propria terra per cercare fortuna all'estero.
La storiografia revisionista sostiene la tesi dello sfruttamento del Sud a vantaggio del Nord, in particolare il fatto che, il cosiddetto triangolo industriale “Torino-Milano-Genova” si sarebbe sviluppato economicamente sottraendo risorse al Meridione, senza però spiegare come le province del Nord-Est e dell'Italia Centrale, pur senza ricevere aiuti, si siano sviluppate economicamente nel tempo in maniera prossima e, in diversi casi, anche superiore ad alcune aree industriali del suddetto triangolo industriale “Torino-Milano-Genova” come risulta dai seguenti dati Unioncamere e ISTAT.
In particolare la storiografia revisionista non spiega lo sviluppo economico delle regioni appartenenti all'ex Stato Pontificio, monarchia teocratica assoluta antiliberale e quindi stato profondamente diverso dal Regno di Sardegna, dove dopo il 1860 non si verificarono episodi di brigantaggio, né rivolte anti-sabaude, con le popolazioni ex pontificie che si adattarono presto alle nuove e profondamente diverse norme dello Stato Italiano unitario, crescendo lentamente, ma progressivamente fino a raggiungere negli ultimi decenni del novecento, uno sviluppo economico-produttivo prossimo a diverse province settentrionali padane e in alcuni casi, anche maggiore, come risulta dai dati Istat ed Unioncamere sopra indicati.

L'argomento “La Questione Meridionale”, introdotto in epigrafe con una famosa affermazione dello storico e politico meridionale Giustino Fortunato, può essere storicamente compreso anche citando la famosa frase del politico e patriota torinese Massimo d'Azeglio: 
((Massimo d'Azeglio, Scritti e discorsi politici, Firenze, 1939, III, pp. 399-400))

### Le ricerche storiche
Secondo le ricostruzioni di Nitti le consistenti ricchezze del regno, oltre a contribuire in modo preponderante alla formazione dell'erario nazionale, furono destinate prevalentemente al risanamento delle finanze di regioni settentrionali compromesse dalla sproporzionata spesa pubblica sostenuta dal Regno di Sardegna in quegli anni, cioè allo sviluppo delle province del cosiddetto "triangolo industriale".
Il debito pubblico piemontese crebbe nel decennio precedente al 1860 del 565%, producendo come effetto un aumento delle tasse (furono introdotte negli stati sardi 23 nuove imposte negli anni cinquanta dell'Ottocento), la vendita dei beni demaniali (come lo stabilimento siderurgico di Sampierdarena) e la necessità di contrarre grandi prestiti, rimettendo in questo modo le sorti dello Stato sabaudo nelle mani di alcuni grandi banchieri (come i Rothschild). Al contrario nello Stato borbonico, riporta Giacomo Savarese (Ministro e Consigliere di Stato nel 1848), il debito pubblico corrispondeva al 16,57% del PIL ed esistevano solo 5 tasse tramite le quali le rendite pubbliche in quegli anni aumentarono da 16 milioni a 30 milioni di ducati "per effetto del crescere della ricchezza generale"..
Secondo il giornalista, scrittore e saggista Paolo Mieli, dall'opera di Vittorio Daniele e Paolo Malanima, Il divario Nord-Sud in Italia 1861-2011 (Rubbettino), emerge che i territori del regno borbonico presentavano, negli anni dell'unificazione, condizioni economiche del tutto simili a quelle delle aree settentrionali e che anzi il Pil pro capite del Mezzogiorno era superiore, benché di poco, a quello del Nord Italia.
Occorre però considerare che, negli anni successivi all'unità, vennero realizzate nel meridione grandi opere pubbliche, tra le quali il potenziamento della preesistente scarsa rete stradale meridionale e in particolare la costruzione di una rete ferroviaria, prima del 1860 limitata a circa soli 100 km attorno a Napoli. Il costo globale di queste opere fu molto elevato, come risulta da Storia delle ferrovie in Italia.

Stima del numero di emigranti nei periodi 1876-1900 e 1901-1915, divisi per regione di provenienza

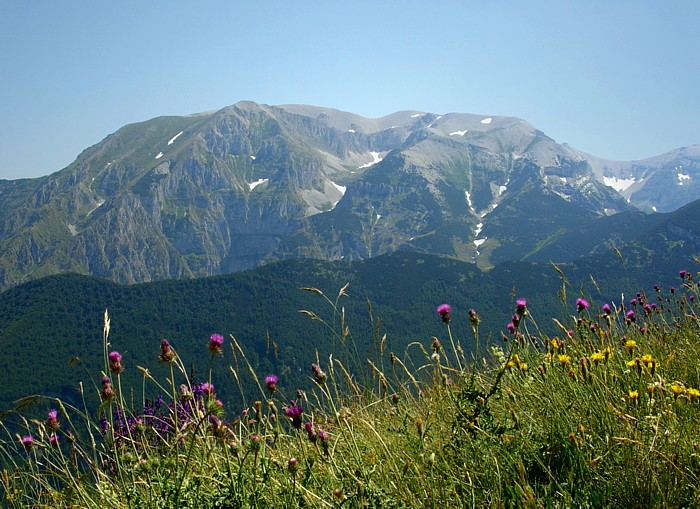
La Maiella, dopo l'unità teatro di feroci scontri tra le truppe sabaude ed i lealisti che sulle sue cime costruirono anche fortificazioni (Blockhaus)

Recenti ricerche hanno evidenziato come prima dell'Unità non esistessero sostanziali differenze economiche tra sud e nord in termini di prodotto pro capite e industrializzazione, benché esistessero comunque gravi criticità negli indicatori sociali del Mezzogiorno (istruzione, speranza di vita, povertà), dovuti alla generale arretratezza del territorio meridionale e del resto dell'Italia rurale. Altri autori hanno espresso critiche nei confronti della tesi che non esistevano differenza economiche sostanziali tra il settentrione ed il meridione al momento dell'unità. 

Secondo altri studi al momento dell'unificazione la differenza in termini di reddito pro-capite sarebbe stata stimata nel 15-20% maggiore nel nord rispetto al sud, dato che si ricava non solo dall'analisi del numero degli occupati, bensì anche delle dimensioni e delle capacità competitive degli stabilimenti industriali. Altri studi stimano la differenza del reddito pro-capite del 25% maggiore nella parte nord-ovest rispetto a quella meridionale.
Il divario economico vero e proprio cominciò ad approfondirsi invece negli ultimi anni dell'XIX secolo, allargandosi da quel momento in poi fino a creare l'attuale dualismo tra centro-nord e Mezzogiorno, come venne messo in evidenza proprio in quel periodo da politici e studiosi del sud come Sidney Sonnino, Giustino Fortunato, Gaetano Salvemini, Guido Dorso, Francesco Saverio Nitti e Antonio Gramsci. Le difficoltà economiche e le speranze deluse del proletariato meridionale negli anni successivi all'Unità d'Italia furono all'origine della lotta armata che infiammò le campagne dell'ex regno borbonico, definita "lotta al brigantaggio". La povertà portò inoltre alla formazione di un massiccio flusso migratorio, assente in epoca preunitaria. Il declino economico del sud divenne percepibile anche a causa delle diverse proporzioni che assunse il flusso migratorio tra le varie parti del paese: se nel periodo 1876-1900, su un totale di 5.257.911 espatriati, la gran parte degli emigrati all'estero era abitante delle regioni centro-settentrionali (il 70,8% partì dal centro-nord e il 29,2% dal centro-sud), in quello 1900-1915, su un totale di 8.769.785 esuli, la tendenza si invertì ed il primato migratorio passò alle regioni meridionali, con una riduzione degli emigrati settentrionali e una crescita di quelli dal Mezzogiorno (il 52,7% partì dal centro-nord e il 47,3% dal centro-sud): in particolare, su meno di nove milioni di emigrati, quasi tre milioni provenivano da Campania, Calabria e Sicilia.

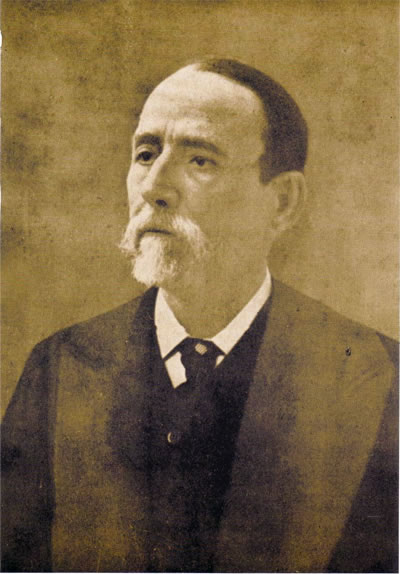
Giustino Fortunato

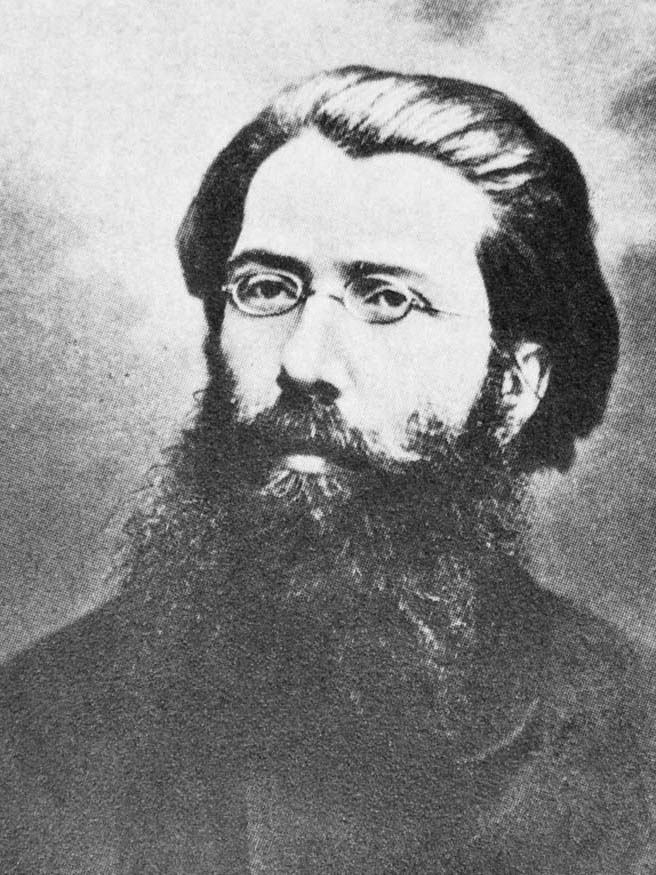
Carlo Cafiero

Lo stesso Giustino Fortunato, benché avesse posizioni molto critiche nei confronti delle politiche borboniche e fosse un fervido fautore dell'unità nazionale, sostenne che il danno maggiore inflitto all'economia del Mezzogiorno dopo l'unità d'Italia fu causato dalla politica protezionistica adottata dallo Stato italiano nel 1877 e nel 1887, che a sua detta determinò "il fatale sagrifizio degl'interessi del sud" e "l'esclusivo patrocinio di quelli del nord", in quanto cristallizzò il monopolio economico del nord sul mercato italiano. A supporto di questa tesi ci sono gli studi condotti dallo storico dell'agricoltura italiana Emilio Sereni, il quale individuava l'origine dell'attuale questione meridionale nel contrasto economico tra nord e sud che si venne a creare in seguito all'unificazione dei mercati italiani negli anni immediatamente successivi alla conquista militare del reame, affermando che: "Il Mezzogiorno diviene, per il nuovo Regno d'Italia, uno di quei Nebenlander (territori dipendenti), di cui Marx parla a proposito dell'Irlanda nei confronti dell'Inghilterra, dove lo sviluppo capitalistico industriale viene bruscamente stroncato a profitto del paese dominante". Gradualmente le manifatture e le fabbriche del Mezzogiorno decaddero: l'industria locale cedette sotto i colpi combinati dell'industria forestiera e soprattutto di quella settentrionale, che grazie a politiche protezionistiche venne messa dai governi del tempo nelle condizioni ottimali per poter conquistare il monopolio del mercato nazionale. Il sud quindi fu avviato ad un processo di agrarizzazione, e la massa di lavoro che gli operai e le popolazioni contadine impiegavano in altri tempi nelle lavorazioni connesse all'industria restò inutilizzata, provocando un marasma non solo industriale ma anche agrario. Se nelle campagne il malcontento delle masse contadine prendeva la via della rivendicazione legittimista, nei centri industriali del vecchio reame si verificò in quegli anni la nascita di nuclei socialisti ed anarchici (è da ricordare che le prime sezioni italiane ad aderire all'Internazionale nacquero a Napoli e a Castellammare pochi mesi dopo la nascita dell'organizzazione a Londra) a cui aderirono operai e giovani intellettuali di estrazione borghese (come Carlo Cafiero, Emilio Covelli, Francesco Saverio Merlino, Errico Malatesta ed Antonio Labriola).
Questo processo avvenne gradualmente nei primi decenni di vita del Regno d'Italia, e già nel 1880 l'industria italiana era ormai per gran parte concentrata nel triangolo industriale. La questione meridionale emerse durante il processo di formazione e di assestamento del mercato nazionale. Essa, con i suoi vizi d'origine, acquistò un'acutezza sempre maggiore nel corso dello sviluppo capitalistico dell'economia italiana, complicandosi a mano a mano di nuovi fattori sociali e politici.

La teoria dello sviluppo del Nord a danno del Sud, in particolare il fatto che, il cosiddetto triangolo industriale “Torino-Milano-Genova” si sarebbe sviluppato economicamente sottraendo risorse al Meridione, non spiega come le province del Nord-Est e dell'Italia Centrale, pur senza ricevere aiuti, si siano sviluppate economicamente nel tempo in maniera prossima e, in diversi casi, anche superiore ad alcune aree industriali del suddetto triangolo industriale “Torino-Milano-Genova” come risulta dai seguenti dati Unioncamere e ISTAT.

La storiografia classica sostiene la tesi che considera il divario Nord-Sud preesistente all'Unità e provocato principalmente dalla diversa storia dei due territori, già a partire dalla caduta dell'impero romano, differenza che sarebbe aumentata a partire dal 1.300.
Il divario infrastrutturale e industriale nel 1860-61.

La rete stradale.

Nel 1860 la rete stradale del Centro-Nord era stimata di circa 75500 km rispetto ai 14700 km del Meridione ed isole, per una densità corrispondente di 626 km per 1000 km² nel Centro Nord rispetto ai soli 108 km nel Meridione.

La siderurgia.

Nel 1860 l'intera siderurgia italiana produceva 18.500 tonnellate di lavorati in ferro, dei quali 17.000 prodotti nel Settentrione e solo 1.500 nel Meridione.

La rete ferroviaria.

Nel 1861 dei 2500 km di ferrovie esistenti, 869 erano in Piemonte, 756 nel Lombardo Veneto, 361 in Toscana, mentre nel Regno delle Due Sicilie erano in esercizio solo 184 km nei dintorni di Napoli, con il resto del Sud totalmente privo di binari ferroviari.
L'esistenza del divario economico-produttivo nord-sud, anteriormente al 1860, è attestata anche da altri autori: Carlo Afan de Rivera, importante funzionario dell'amministrazione borbonica, con le sue "Considerazioni su i mezzi da restituire il valore proprio ai doni che la natura ha largamente conceduto al Regno delle Due Sicilie", descrive la situazione dell'agricoltura nel Sud preunitario e il grande ritardo economico di partenza con cui il Mezzogiorno d'Italia si trovava nel momento dell'unificazione.

Anche il marxista Antonio Gramsci, pur critico con i governi sabaudi, attribuì il manifestarsi della Questione meridionale principalmente ai molti secoli di diversa storia dell'Italia meridionale, rispetto alla storia dell'Italia settentrionale, come chiaramente esposto nella sua opera "La questione meridionale".
L'invasione longobarda aveva spezzato definitivamente l'unità creata da Roma, e nel Settentrione i Comuni avevano dato un impulso speciale alla storia, mentre nel Mezzogiorno il regno degli Svevi, degli Angiò, di Spagna e dei Borboni ne avevano dato un altro.

Da una parte la tradizione di una certa autonomia aveva creato una borghesia audace e piena di iniziative, ed esisteva una organizzazione economica simile a quella degli altri Stati d'Europa, propizia allo svolgersi ulteriore del capitalismo e dell'industria.

Nell'altra le paterne amministrazioni di Spagna e dei Borboni nulla avevano creato: la borghesia non esisteva, l'agricoltura era primitiva e non bastava neppure a soddisfare il mercato locale; non strade, non porti, non utilizzazione delle poche acque che la regione, per la sua speciale conformazione geologica, possedeva.
L'unificazione pose in intimo contatto le due parti della penisola.»
In relazione alla problematica della questione meridionale, esiste anche la tesi sostenuta dal politologo statunitense Edward C. Banfield (1916 - 1999), secondo la quale l'arretratezza del meridione sarebbe dovuta al cosiddetto familismo amorale, un tipo di società basata su una concezione estremizzata dei legami familiari, che va a danno della capacità di associarsi e dell'interesse collettivo, spiegata nel suo libro  The Moral Basis of a Backward Society del 1958 (trad. it.:  Le basi morali di una società arretrata, Ed. Simon & Shuster 1976)..
Il politologo statunitense Robert D. Putnam propone tesi simili a quelle di Edward C. Banfield, sostenendo come la mancanza di senso civico produca effetti negativi nei confronti dello sviluppo e dell'efficienza delle istituzioni e quindi come le regioni con poco senso civico siano più arretrate, anche economicamente, rispetto alle regioni con maggiore senso civico.

### Studiosi del fenomeno

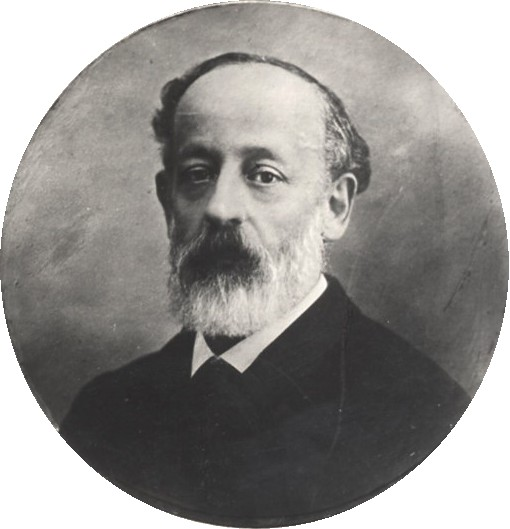
Pasquale Villari

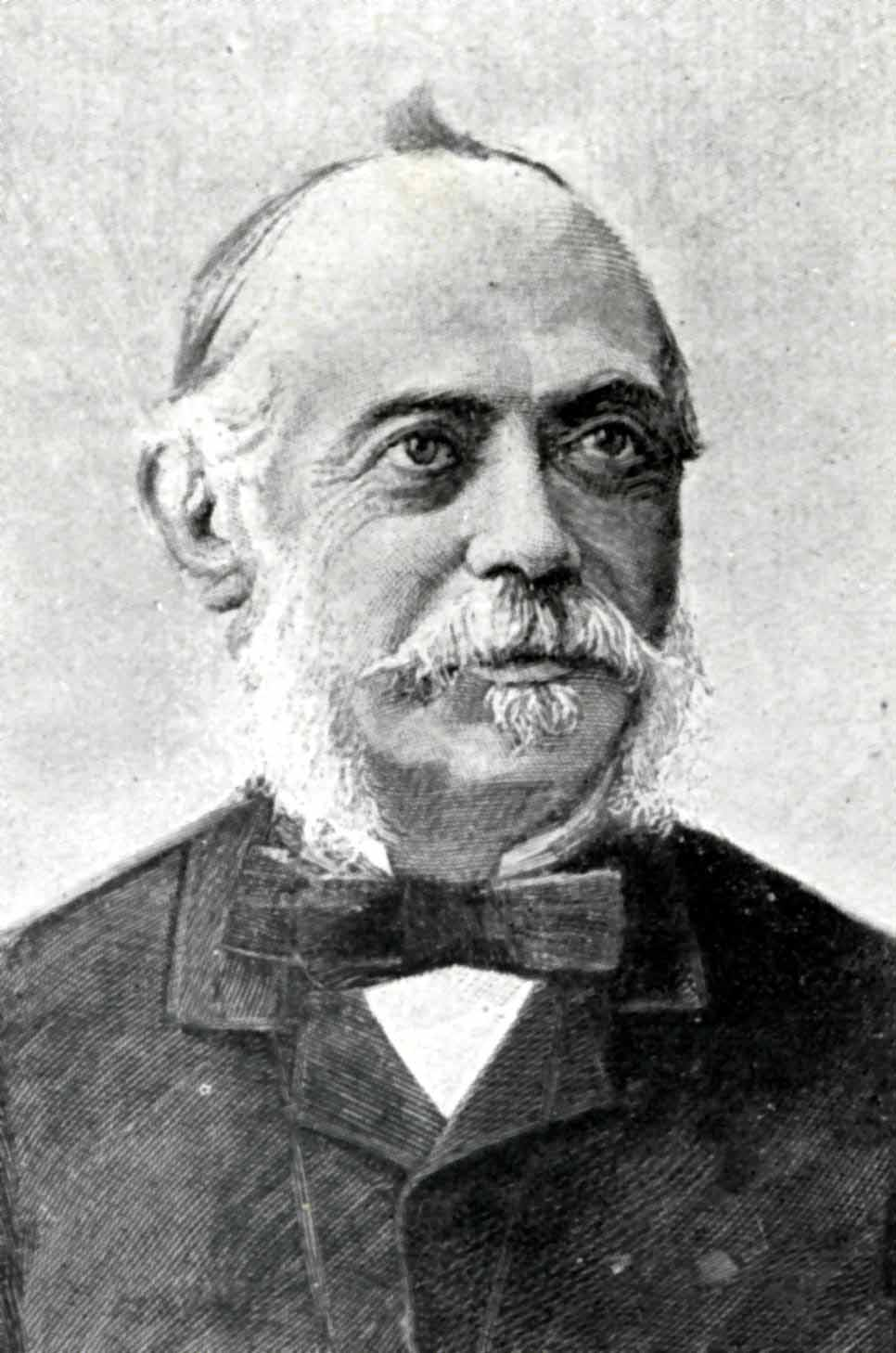
Stefano Jacini

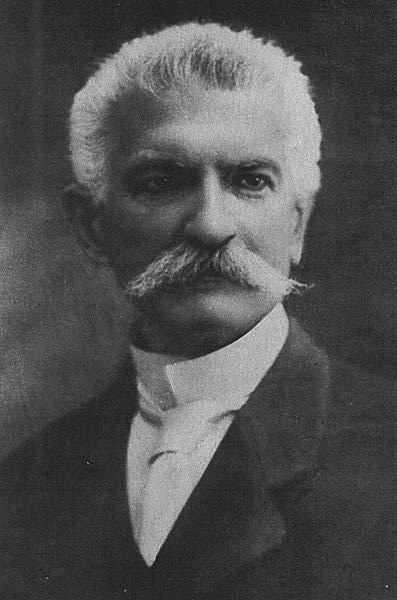
Sidney Sonnino

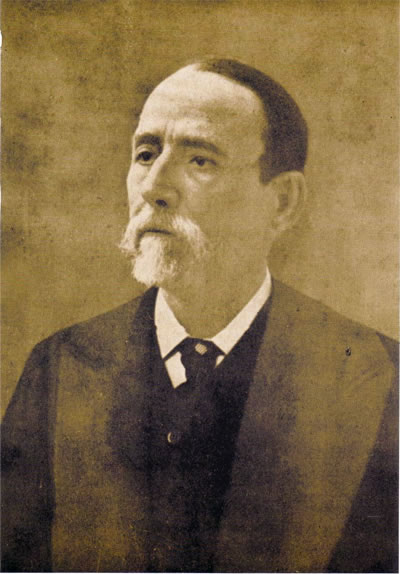
Giustino Fortunato

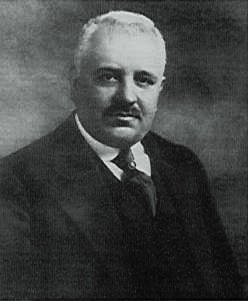
Francesco Saverio Nitti

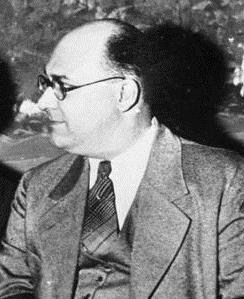
Gaetano Salvemini

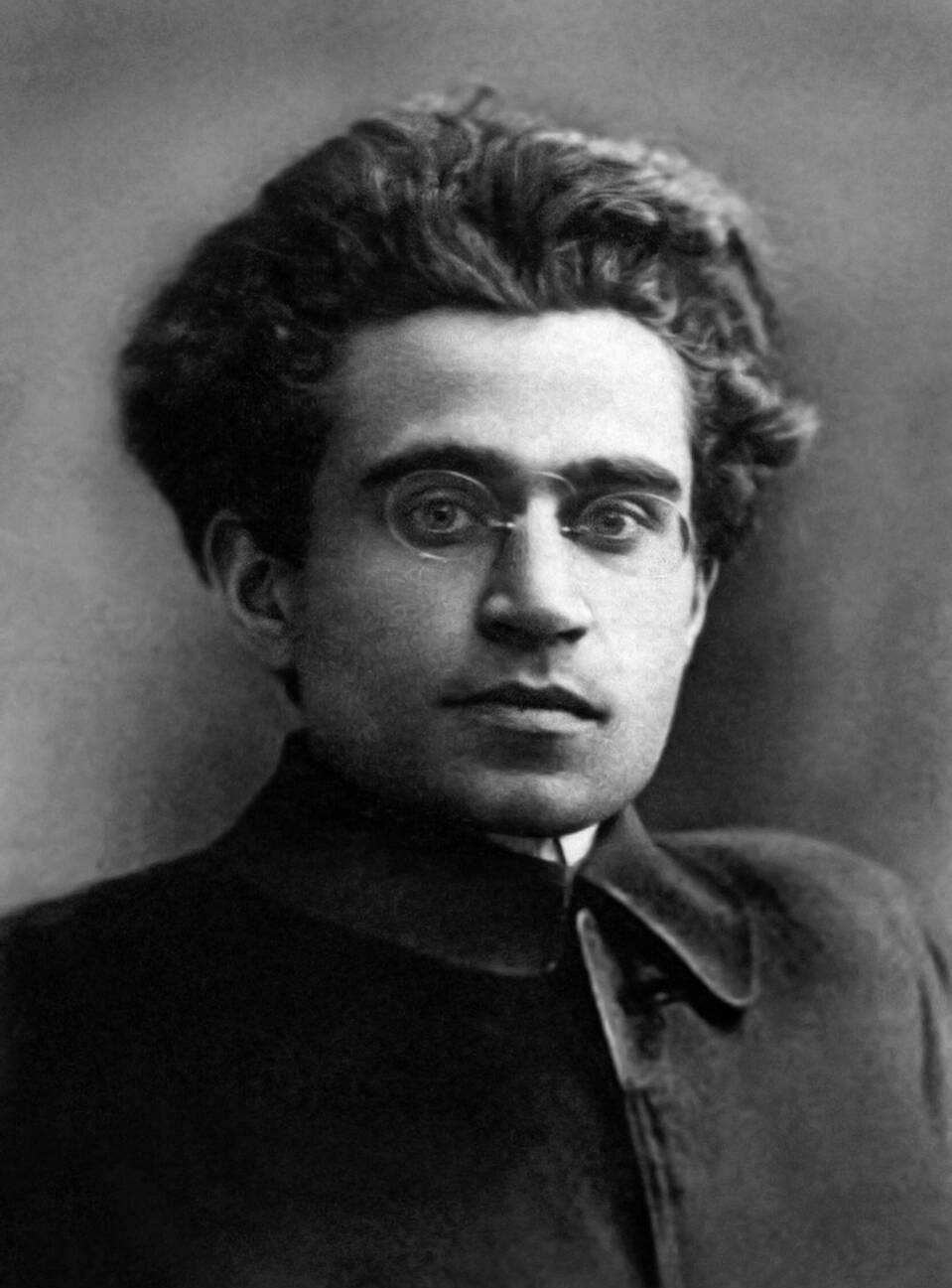
Antonio Gramsci

Vari studiosi e uomini politici hanno affrontato la Questione meridionale, cercando le cause dei problemi del sud. Ecco i più noti.
- Giuseppe Massari (1821 - 1884) e Stefano Castagnola (1825 - 1891) furono due deputati italiani che diressero una commissione parlamentare d'inchiesta sul brigantaggio fra il 1862 ed il 1863. Sebbene parziale e puramente descrittivo, il loro lavoro espose bene come la miseria avesse un ruolo capitale nella nascita della rivolta.
- Pasquale Villari (1827 – 1917) fu tra i primi a sollevare il problema della questione meridionale. Portò in risalto la crisi che attanagliava il Meridione e indagò, in particolare, sulla debolezza delle istituzioni del neonato stato italiano nei territori del sud. Criticò l'operato dello stato appena unificato poiché, per raggiungere il pareggio di bilancio, impose tassazioni inique al ceto popolare, che fu una delle cause principali dell'insurrezione proletaria agraria. Villari ritenne che la questione meridionale poteva essere sanata riavvicinando il governo alla plebe del sud.
- Stefano Jacini senior (1827 - 1891), a lungo ministro dei lavori pubblici, si interessò alla necessità di costruire infrastrutture e creare una classe di piccoli proprietari terrieri.
- Stefano Jacini junior (1886 - 1952), suo nipote, constatò due generazioni dopo che la situazione non era cambiata, e riprese le stesse posizioni.
- Leopoldo Franchetti (1847 - 1917), Sidney Sonnino (1847 - 1922) ed Enea Cavalieri (1848 - 1929) realizzarono nel 1876 una celebre e documentata inchiesta sulla Questione meridionale, nella quale mettevano in luce i nessi fra il permanere dell'analfabetismo e del latifondo, la mancanza di una borghesia locale, la corruzione e la mafia, sottolineando la necessità di una riforma agraria, nonché la lentezza dello sviluppo delle infrastrutture portuali, ferroviarie e stradali.
- Giustino Fortunato (1848 – 1932), uomo politico conservatore, effettuò vari studi in materia, e pubblicò nel 1879 il più conosciuto di essi, in cui esponeva gli svantaggi fisici e geografici del sud, i problemi legati alla proprietà della terra, e il ruolo della conquista nella nascita del brigantaggio. Era decisamente ostile ad ogni tipo di federalismo, e, sebbene difendesse la necessità di redistribuire la terra e di finanziare servizi indispensabili come scuole e ospedali, fu ritenuto da alcuni interpreti pessimista per la sfiducia che mostrava nei confronti dei meridionali di vincere con le proprie forze i condizionamenti economici e storici del Mezzogiorno.[138] Si aspettava dal Nord la salvezza[139], ma col tempo si mostrò disilluso per l'incapacità delle classi dirigenti settentrionali (e più in generale della nuova Italia) di risolvere la questione meridionale.
- Benedetto Croce (1866 - 1952), filosofo storicista, rivide in chiave storiografica le vicende del Mezzogiorno dall'Unità fino al Novecento, mettendo l'accento sull'imparzialità delle fonti. Il suo pensiero divergeva parzialmente da quello del suo amico Giustino Fortunato riguardo all'importanza da attribuire alle condizioni naturali in riferimento ai problemi del Mezzogiorno. Riteneva infatti fondamentali le vicende etico-politiche che avevano condotto a quella situazione. Entrambi ritenevano fondamentale la capacità delle classi politiche ed economiche, nazionali e locali, per affrontare e risolvere la questione. La sua Storia del Regno di Napoli, del 1923, rimane il punto di riferimento essenziale per la storiografia posteriore, sia per i discepoli che per i critici.
- Francesco Saverio Nitti (1868 - 1953), più volte ministro, si dedicò molto allo studio dell'economia meridionale. A differenza della maggioranza dei meridionalisti, che videro un sud oppresso dal regime borbonico, egli ritenne che il Meridione non fosse in una situazione estremamente grave prima dell'unità. Egli criticò il modello economico di stampo conservatore del Regno delle Due Sicilie che, a suo dire, avrebbe impedito al sud di seguire i tempi moderni ma esso avrebbe garantito un mediocre benessere che venne perso dopo l'unità e ne lodò i suoi ordinamenti amministrativi e finanziari.[140] Nitti analizzò il timido sviluppo industriale, l'emigrazione, ed esortò la creazione di un primo stato sociale. Dopo la seconda guerra mondiale, propose anche un vasto programma di lavori pubblici, di irrigazione e di rimboschimento, ed affermò come altri prima di lui l'urgenza di una riforma agraria.
- Gaetano Salvemini (1873 - 1957), storico e politico socialista concentrò le sue analisi sugli svantaggi che il sud aveva ereditato dalla storia, criticò aspramente la gestione centralizzata del paese, e indicò come necessaria l'alleanza degli operai del nord con i contadini del sud. Tuttavia lo sfruttamento sistematico del Mezzogiorno da parte del capitale settentrionale e l'adozione di una legislatura statale particolarmente penalizzante per il Sud era stata resa possibile, secondo Salvemini, dalla complicità dei grandi proprietari terrieri meridionali e dai loro alleati, i piccoli borghesi locali. Questi ultimi, volgari e oziosi, suscitavano il disprezzo di Salvemini[141], che invece nutriva un profondo rispetto nei confronti dei sobri, laboriosi e dignitosi contadini meridionali. Ancora nel 1952 Salvemini metteva in evidenza le gravi responsabilità che la piccola borghesia meridionale aveva avuto, e continuava ad avere, nel mancato sviluppo del Mezzogiorno, ma « [...] di questa responsabilità i borghesi meridionali amano rimanere ignoranti. Trovano comodo prendersela con i settentrionali. Ebbene, quella responsabilità noi meridionali dobbiamo metterla in luce, sempre. Bisogna impedire che i meridionali dimentichino se stessi per non far altro che sbraitare contro i settentrionali.»[142].
- Antonio Gramsci (1891 - 1937), noto pensatore marxista, lesse il ritardo del sud attraverso il prisma della lotta di classe[143]. Studiò i meccanismi in corso nelle rivolte contadine dalla fine dell'Ottocento fino agli anni venti, spiegò come la classe operaia fosse stata divisa dai braccianti agricoli attraverso misure protezionistiche prese sotto il fascismo, e come lo stato avesse artificialmente inventato una classe media nel sud attraverso l'impiego pubblico. Auspicava la maturazione politica dei contadini attraverso l'abbandono della rivolta fine a se stessa per assumere una posizione rivendicativa e propositiva, e sperava una svolta più radicale da parte dei proletari urbani che dovevano includere le campagne nelle loro lotte. Il marxista Antonio Gramsci attribuiva il manifestarsi della Questione meridionale principalmente ai molti secoli di diversa storia dell'Italia meridionale, rispetto alla storia dell'Italia settentrionale, come il Gramsci stesso evidenzia nella sua opera “La questione meridionale - Il Mezzogiorno e la guerra 1, pag. 5), indicando l'esistenza, già nel 1860, di una profonda differenza socioeconomica tra il Nord-centro e Sud della penisola italiana, evidenziando anche le gravi carenze delle precedenti amministrazioni spagnola e borbonica.[76]

L'invasione longobarda aveva spezzato definitivamente l'unità creata da Roma, e nel Settentrione i Comuni avevano dato un impulso speciale alla storia, mentre nel Mezzogiorno il regno degli Svevi, degli Angiò, di Spagna e dei Borboni ne avevano dato un altro.

Da una parte la tradizione di una certa autonomia aveva creato una borghesia audace e piena di iniziative, ed esisteva una organizzazione economica simile a quella degli altri Stati d'Europa, propizia allo svolgersi ulteriore del capitalismo e dell'industria.

Nell'altra le paterne amministrazioni di Spagna e dei Borboni nulla avevano creato: la borghesia non esisteva, l'agricoltura era primitiva e non bastava neppure a soddisfare il mercato locale; non strade, non porti, non utilizzazione delle poche acque che la regione, per la sua speciale conformazione geologica, possedeva.

L'unificazione pose in intimo contatto le due parti della penisola.»
- Guido Dorso (1892 - 1947) fu un intellettuale che rivendicò la dignità della cultura meridionale, denunciando i torti commessi dal nord ed in particolare dai partiti politici. Effettuò esaurienti studi sull'evoluzione dell'economia del Mezzogiorno dall'Unità fino agli anni trenta e difese la necessità dell'emergenza di una classe dirigente locale.
- Rosario Romeo (1924 - 1987), storico e politico, si oppose alle tesi rivoluzionarie ed evidenziò le differenze esistenti, prima e dopo il Risorgimento, fra la Sicilia ed il resto del sud. Attribuì i problemi del Mezzogiorno a tratti culturali, caratterizzati dell'individualismo e lo scarso senso civico, piuttosto che a ragioni storiche o strutturali.
- Paolo Sylos Labini (1920 - 2005) professore ed economista, riprese tesi che vedevano nell'assenza di sviluppo civile e culturale le origini del divario economico. Considerò la corruzione e la criminalità come endemiche della società meridionale, e vide l'assistenzialismo come principale ostacolo allo sviluppo.
- Edward C. Banfield (1916 - 1999) politologo statunitense sostiene che l'arretratezza del meridione sarebbe dovuta al cosiddetto familismo amorale, un tipo di società basata su una concezione estremizzata dei legami familiari, che va a danno della capacità di associarsi e dell'interesse collettivo, spiegata nel suo libro  The Moral Basis of a Backward Society del 1958 (trad. it.:  Le basi morali di una società arretrata, Ed. Simon & Shuster 1976).[136]
- Luciano Cafagna (1926 - 2012), storico dell'economia, espone alcune delle ragioni che portano a ritenere infondata la tesi di uno sviluppo economico dell'Italia settentrionale a spese dell'Italia meridionale.[144]